# Stockholms centralstation
Stockholms centralstation (ursprungligen Stockholms Centralbangård), officiellt Stockholms central, lokalt vardagligen Centralen, är Sveriges största järnvägsstation sett till antalet passagerare och tåg. Fjärrtåg går till de flesta större städer i Sverige och internationella fjärrtåg till Tyskland, Danmark och Norge. Den ligger på Norrmalm, i centrala Stockholm, vid Centralplan/Vasagatan och sträcker sig från Vattugatan i söder till Kungsbron i norr. Stationen togs i bruk den 18 juli 1871 och efter bolagiseringen av Statens Järnvägar 2001 ägs och förvaltas byggnaden av Jernhusen AB medan perronger och spår förvaltas av Trafikverket. Centralens stationssignatur är Cst, vilket skall utläsas som Centralbangården STockholm.
Huvudbyggnaden för Stockholms centralstation uppfördes efter ritningar av arkitekt Adolf W. Edelsvärd. Byggmästare var Carl Henric Hallström tillsammans med Lars Magnus Elfling. Anläggningen har därefter om- och tillbyggts ett flertal gånger. De största förändringarna skedde 1925–1928 då den stora centralhallen kom till, ritad av arkitekt Folke Zettervall, samt i mitten på 1950-talet då stationen kopplades ihop med Stockholms tunnelbana via den nya underjordiska gångtunneln och hallen. Byggnaden var mellan 1986 och 2000 ett statligt byggnadsminne. Sedan 2001 är det ett enskilt byggnadsminne, då det ägs av Jernhusen och inte direkt av staten.

## Historik

### Nya stationshuset och sammanbindningsbanan 1871

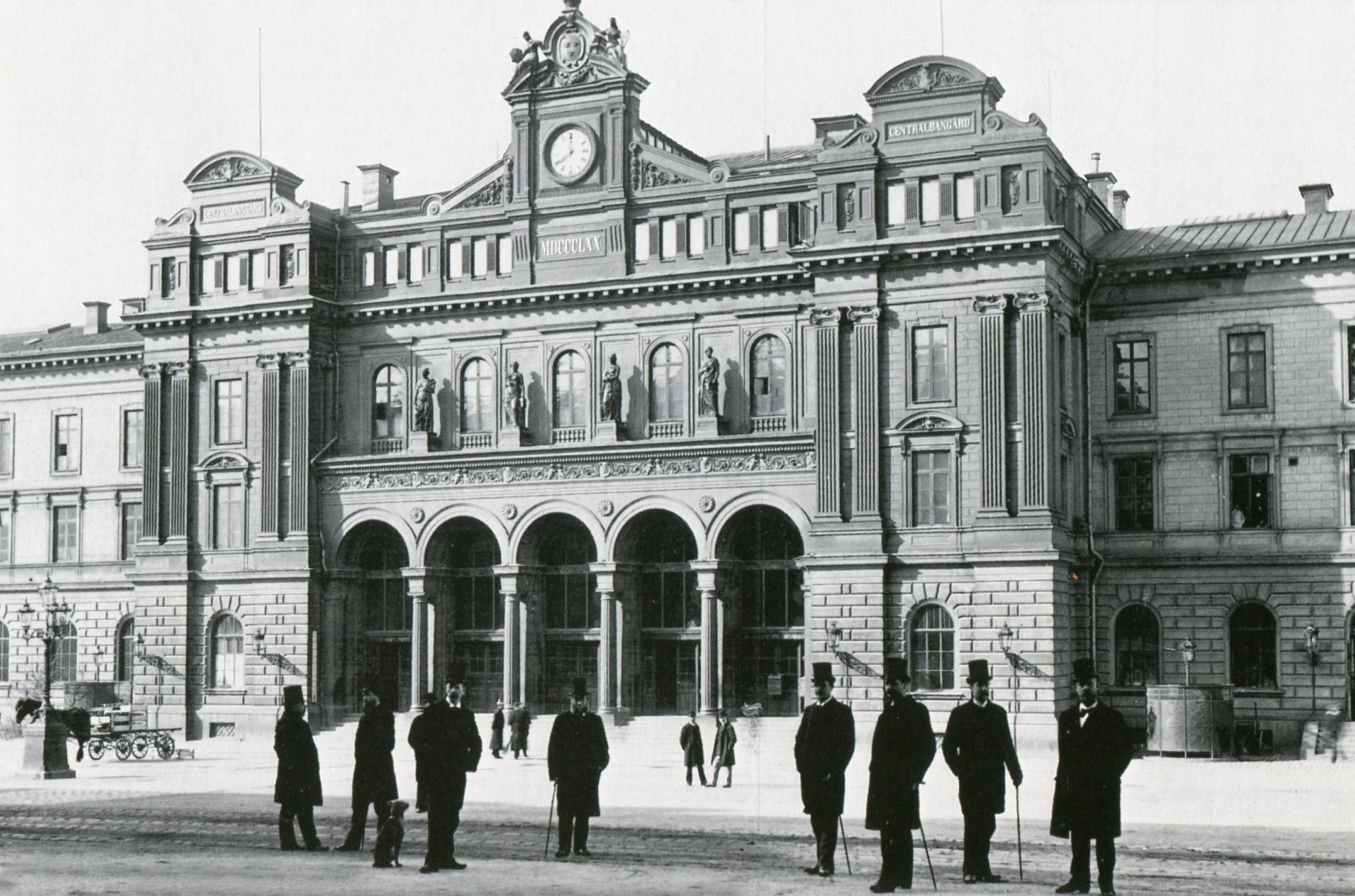
Stockholms central 1890, mot Vasagatan.

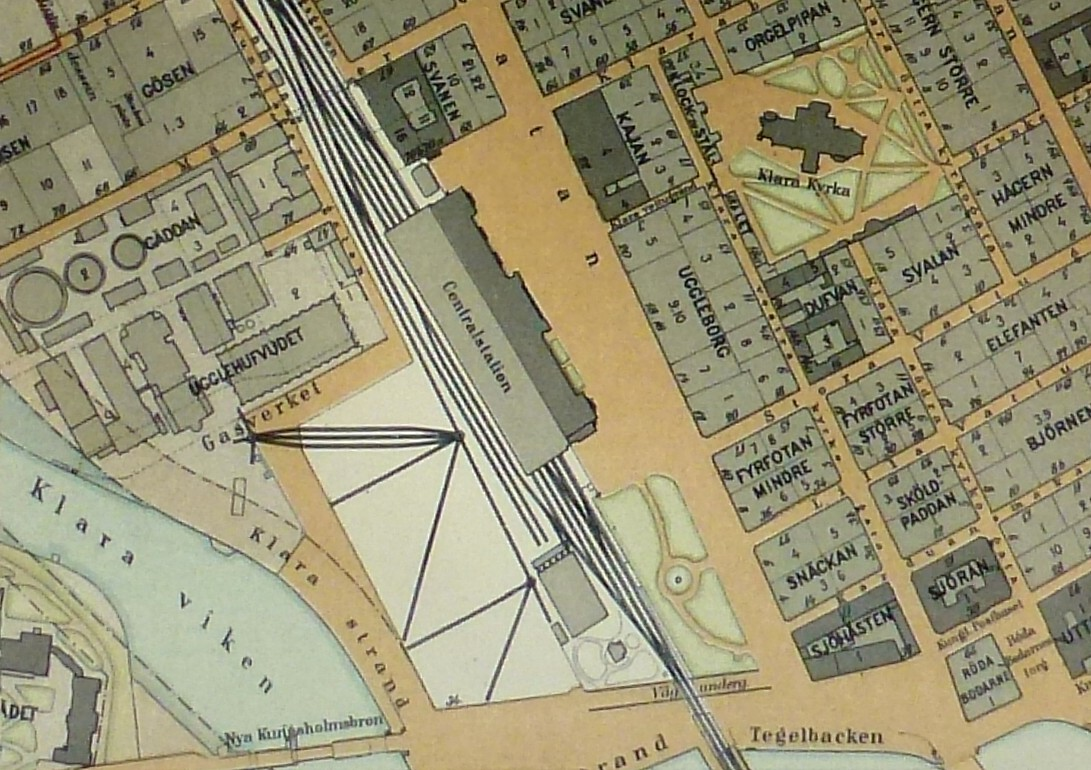
Stationsbyggnaden på Alfred Bentzers Stockholmskarta från 1899.

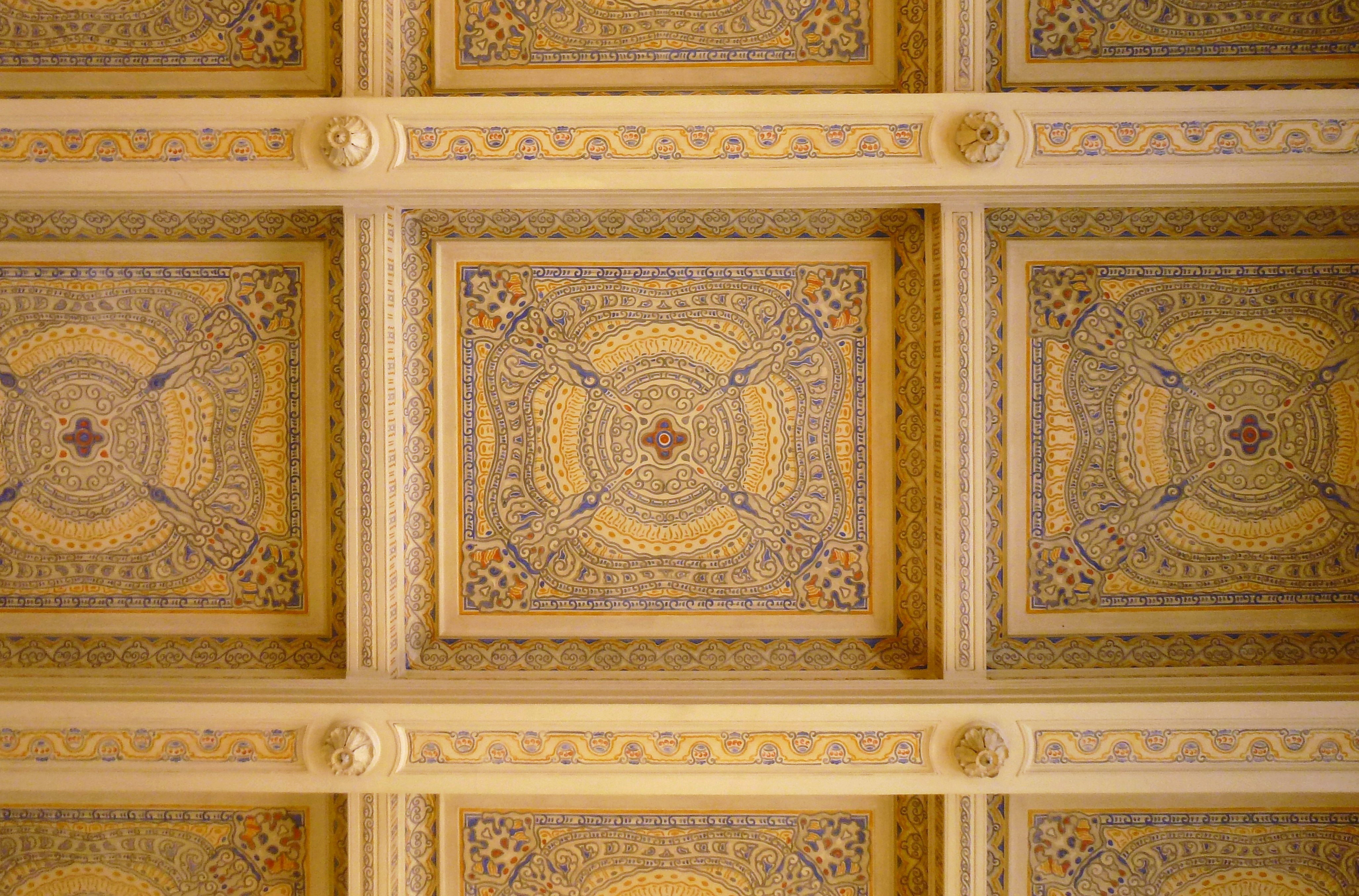
Takmålningen på kassettaket i entréhallen målades omkring 1910 av Filip Månsson.

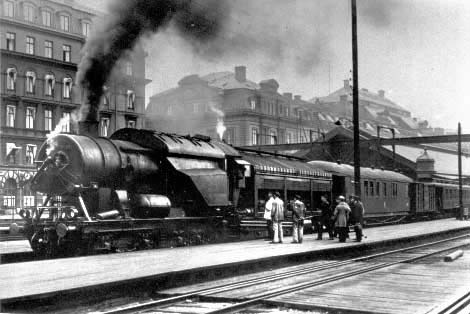
Centralen 1922 med den gamla banhallen.

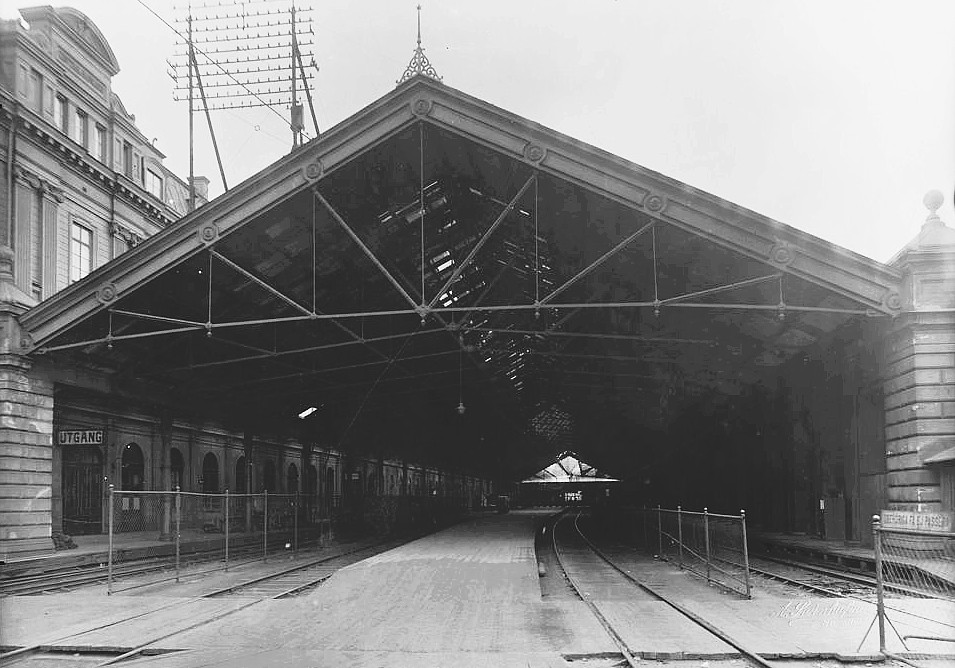
Banhallen på Centralstationen ca 1910 (då centralen är påbyggd).

Sveriges första järnväg invigdes 1856, relativt sent jämfört med Centraleuropa och England. Regeringen lade 1853 fram ett förslag om statliga järnvägar, något som bifölls vid riksdagen 1854. Det var inte förrän september 1857, då regeringen beslöt att dra Västra stambanan söder om Mälaren, att planering för slutstationen i Stockholm kunde inledes. Nils Ericson, ansvarig projektör och ingenjör för samtliga stambanor i södra och mellersta Sverige, förespråkade en centralstation som skulle kunna vara gemensam för banorna norrifrån och söderifrån till Stockholm. Eftersom denna åsikt var omdiskuterad var Ericson tvungen att anlägga en Södra station (Sst) som låg vid Södra Bantorget (nuvarande Medborgarplatsen). Detta vilade på ett beslut av Ericson att dra järnvägen genom Liljeholmen till Fatbursjön istället för via Skanstull.
Banan mellan Stockholm och Södertälje Saltskog invigdes 1 december 1860. Genomgående trafik mellan Stockholm och Göteborg kom igång 8 november 1862 efter att sträckan mellan Katrineholm och Hallsberg hade fullbordats. År 1866 öppnades Norra station (Nst) som anslöt Uppsala med Norra stambanan, stationen låg i höjd med Norra Bantorget och stationshuset i tegel finns fortfarande kvar. Den stora utmaningen var att skapa en sammanhängande sträckning genom den svåra geografin med Söders åsar och Riddarfjärden.
Placeringen av det nya stationshuset hängde intimt samman med framdragningen av Sammanbindningsbanan. För Nils Ericson stod det från början klart att det nya stationshuset skulle uppföras på en strategisk plats där västra och norra stambanan kunde knytas samman, exempelvis på sydvästra Norrmalm intill Klara sjö, här låg redan norra stambanans slutstation. Stationshuset med tillhörande ämbetslokaler för trafikstyrelsen samt bangården med spåranläggningar, magasinsbyggnader och liknande krävde stort utrymme och det kunde skapas här genom omfattande utfyllnader av Klara sjö intill Klaragasverket.
Det fanns även andra lokaliseringsförslag för ett nytt stationshus där Sammanbindningsbanan skulle byggas längs östra sida av Gamla stan. Enligt det alternativet som kom från Baltzar Cronstrand, Konstfackskolans grundare hade centralstationen hamnat vid Östermalmstorg. Det blev till sist ingenjören Nils Ericsons förslag som genomfördes. Han fick inte uppleva det färdiga resultatet men hedrades 1893 med en staty av John Börjeson, som står framför huvudentrén. Bansträckan genom Stockholm var för sin tid ett mycket komplicerat projekt började byggas 1864 och stod klart 1871. På den plats där Stockholms Centralstation nu ligger låg tidigare Klara tekniska fabrik som producerade stearinljus. Fabriken låg i Klarakvarteren vid Klara Bergsgränd 43 och den hette då Clara Tekniska Fabrik och ägdes av fabrikören och grosshandlaren Lars Montén. Efter riksdagsbeslut 1862–1863 om att dra en Sammanbindningsbana genom Stockholm väntade expropriationsdomar. Montén flyttade därför verksamheten till Alvik i Bromma.
Stationshuset byggdes 1867–1871 och invigdes 17 juli 1871 samtidigt med sammanbindningsbanan. Något större invigningsceremoni kring den nya banan och den nya centralstationen blev det inte. Men kung Karl XV, kronprins Oscar (sedermera kung Oscar II), danske kronprinsen Fredrik (sedermera Fredrik VIII av Danmark), Norges statsminister i Stockholm Otto Richard Kierulf och några andra högt uppsatta personligheter provåkte sträckan i tre kungliga vagnar. Dessutom inbjöds trehundra arbetare och "tal höllos med anledning af det nu afslutade fleråriga och betydelsefulla arbetet å banan genom hufvudstaden".
Arkitekt för den nya stationen var Järnvägsstyrelsens chefsarkitekt Adolf W. Edelsvärd. Edelsvärds främste medhjälpare var Axel Kumlien. De arbetade med projektet på Statens Järnvägars arkitektkontor i Gamla stan. Vid invigningen var endast bottenvåningen färdig. Följande år kunde de övriga våningarna tas i bruk. Till en början inreddes också tjänstebostäder i stationshuset bland annat för banöverdirektören, biljettförsäljaren och ett par vaktmästare. Byggnaden är uppförd i renässansstil och fasaden mot Vasagatan smyckades av en rad skulpturer. Högst upp fanns statyer visande Södra Sverige och Mellersta Sverige skapade av bildhuggaren Carl August Söderman. Mellan dessa statyer fanns lilla riksvapnet i en sköld, som kröntes upptill av en kunglig krona, vilka skapades av konstnären Frans Oscar Theodor Berg. Därunder satt en stor klocka som hade tillverkats av Linderoths urfabrik (se även Klockor på Stockholms central). Byggnadens mittenparti smyckades av fyra kvinnogestalter som symboliserade Jordbruket, Handeln, Industrin och Strategin. Dessa hade utförts av skulptören Carl August Söderman. All denna utsmyckning avlägsnades vid renoveringen och utbyggnaden av stationshuset på 1950-talet.

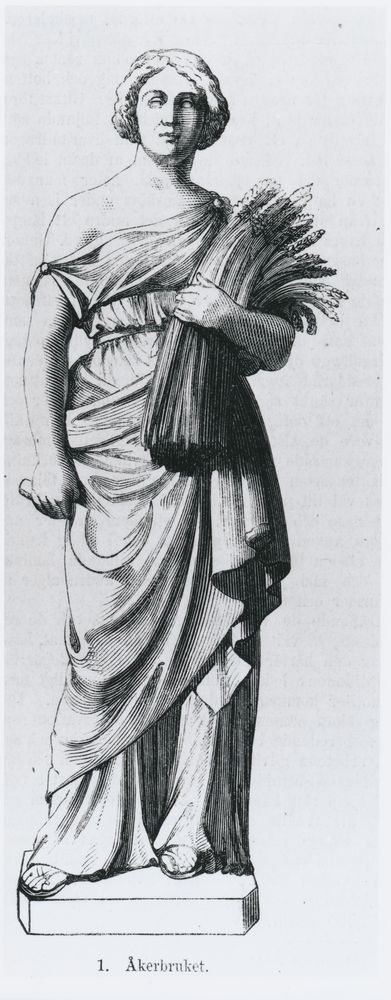
Staty föreställande Jordbruket av Söderman som fanns på Centralen 1872–1951.
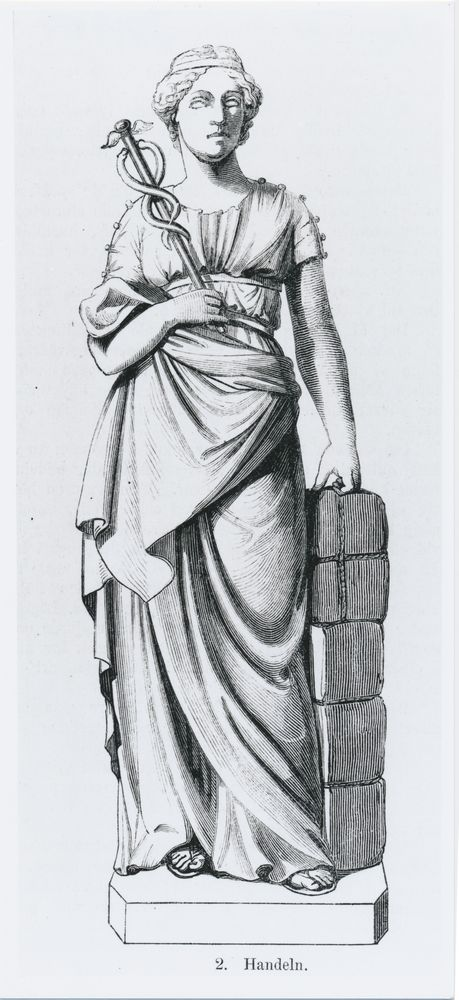
Staty föreställande Handeln av Söderman som fanns på Centralen 1872–1951.
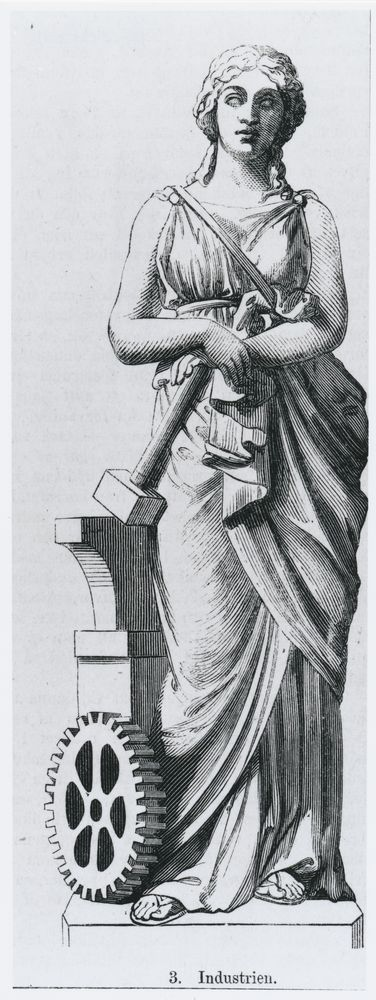
Staty föreställande Industrien av Söderman som fanns på Centralen 1872–1951.
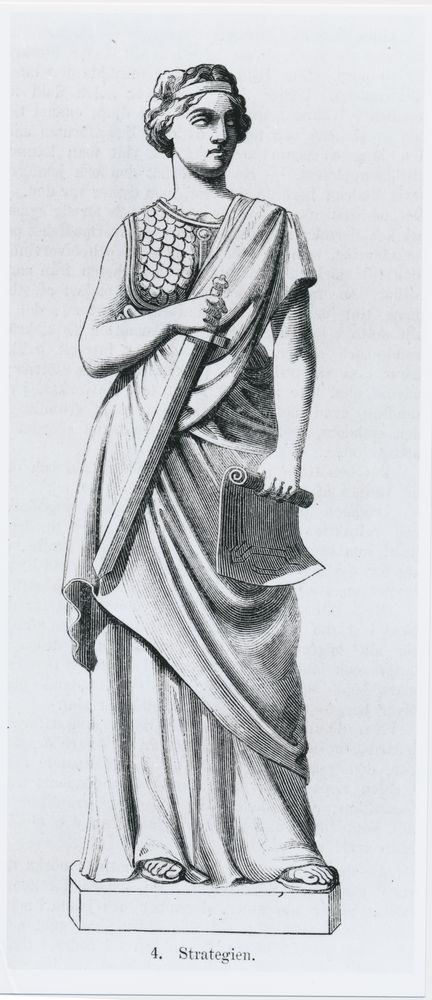
Staty föreställande Strategien av Söderman som fanns på Centralen 1872–1951.

Kassettaket i den ursprungliga biljetthallen (numera entréhallen) från 1871 bevarades dock. Taket fick sin takmålning omkring 1910 av Filip Månsson i en nonfigurativ orientalisk stil. Sven Erixson, som under 1920-talet arbetade som yrkesmålare hos Filip Månsson, ansåg att taket var Stockholms vackraste. Ingen annan svensk stationsbyggnad blev föremål för en så omfattande konstnärlig bearbetning som Stockholms.
Stationens banhall, även den ritad av Edelsvärd, rymde fem spår. Själva banhallen blev inte alls så imponerande som huvudbyggnaden. Den täckets av ett enkelt sadeltak med fackverkstakstolar av järn. Banhallen sammanlänkades med stationshuset genom ett plattformstak uppburet av en järnbalk som vilade på järnkolonner. Banhallsgavlar konstruerades av järn och glaspartier. Ett större antal takfönster försåg hallen med ljus. Norra station som kopplades ihop med centralen fick ta över rollen som godsstation. När Stockholms centralstation öppnade hade den ett resande runt 100 personer om dagen.

### Biljetthallen "puckeln"

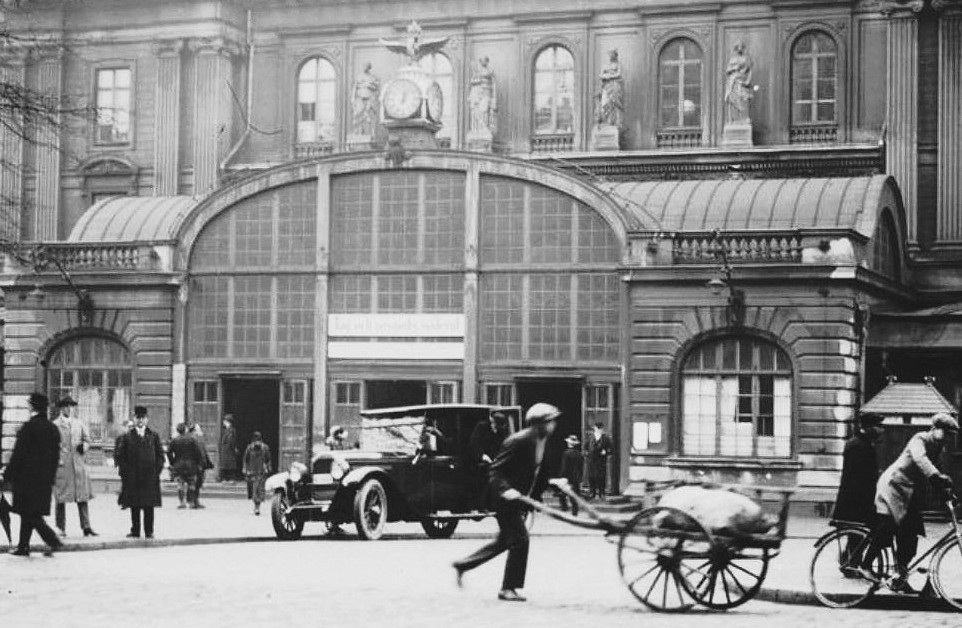
Puckelns exteriör ca 1910.

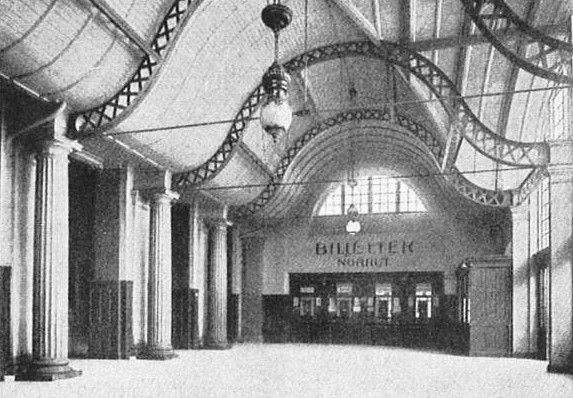
Biljetthallen puckelns interiör ca 1905.

Trafiken ökade snabbt, 1876 anslöt Västeråsbanan och Stockholms centralstation byggdes ut med spår och nya godsbyggnader, bland annat med viadukten Kungsbron som stod klar 1881. Stationen blev snabbt för liten och planer fanns bland annat på att bygga ut järnvägen med en linje över Lilla Essingen och göra om Stockholms centralstation till säckstation.
Till följd av den ökande trafiken och med den även större trängsel beslöt Statens Järnvägar 1904 att låta uppföra en ny biljetthall framför centralstationens fasad mot Centralplan. Tillbyggnaden ﬁck snabbt smeknamnet ”puckeln” efter sin svängda takform.

### 1910 – stationen byggs på
1910 gör man en påbyggnad på stationen, och detta gör att man får en tredje våning. Arbetet leds av arkitekten Folke Zetterwall. Med detta arbete försvinner klockan på fasaden, och istället placerar man Centralens gamla klocka på den tillbyggda biljetthallen, "puckeln", mot Vasagatan.

### 1927 års stationsombyggnad

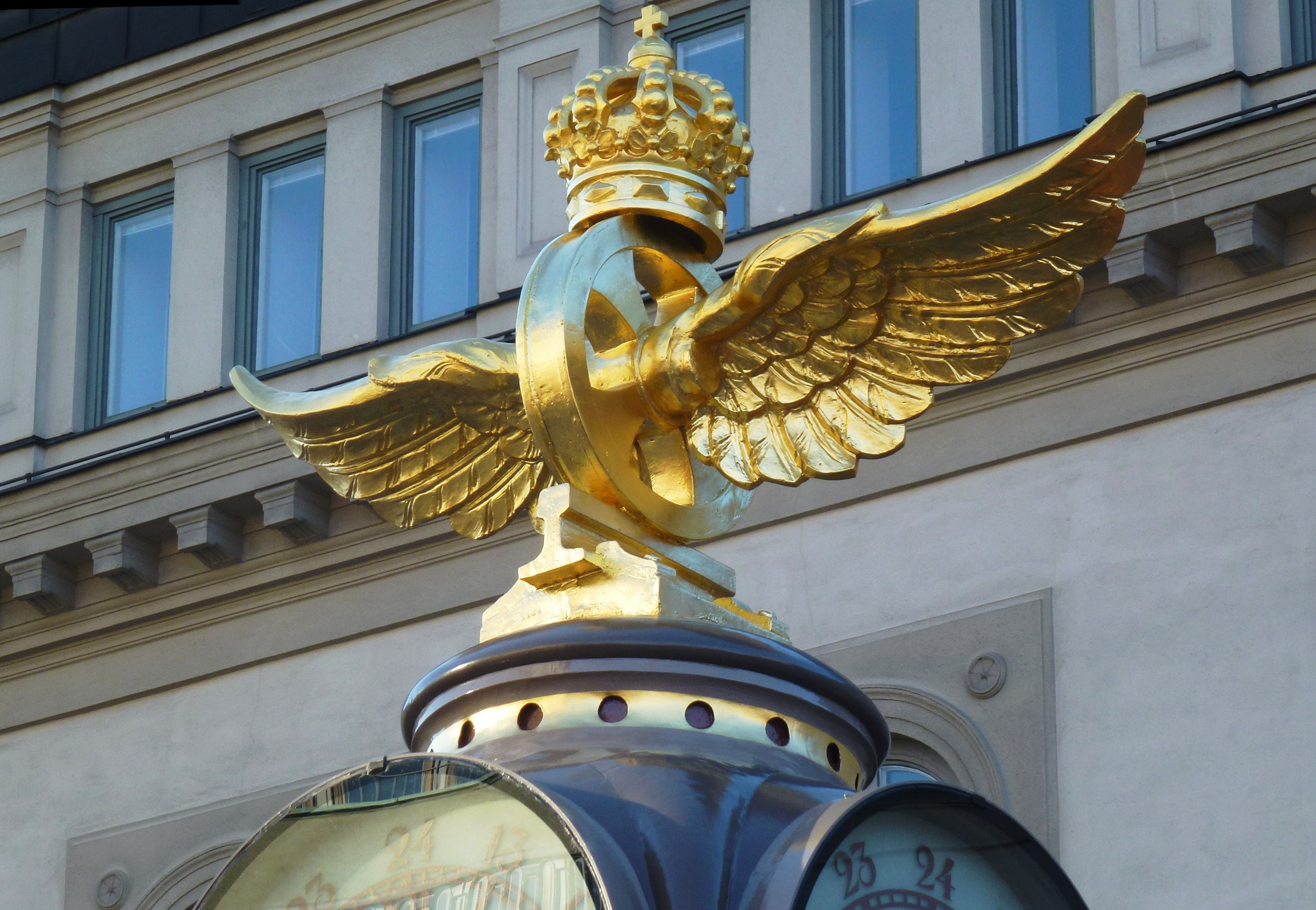
Statens Järnvägars logo på Centralens gamla klocka, Centralplan.

För att hantera den ökade trafiken fattade riksdagen 1923 ett beslut om en stor utbyggnad av infrastrukturen på järnväg i Stockholm och stationen. Det stora problemet var hur man skulle bygga ut järnvägen utan att påverka sjöfarten genom Stockholm och undvika klaffbroar som tar tid att öppna. Hammarby sjö byggdes om till sluss för att koppla ihop Årstaviken och Mälaren med Saltsjön. Över Årstaviken byggdes en högbro, Årstabron som anknöt Älvsjö station med Södra station genom Tanto. Godstrafiken på Norra station flyttades från Norra Bantorget till Norrtull och Södra station flyttades i höjd med Timmermansgatan och fungerade som en lokaltågsstation. Västra stambanan och Stockholms centralstation elektrifierades 1926.

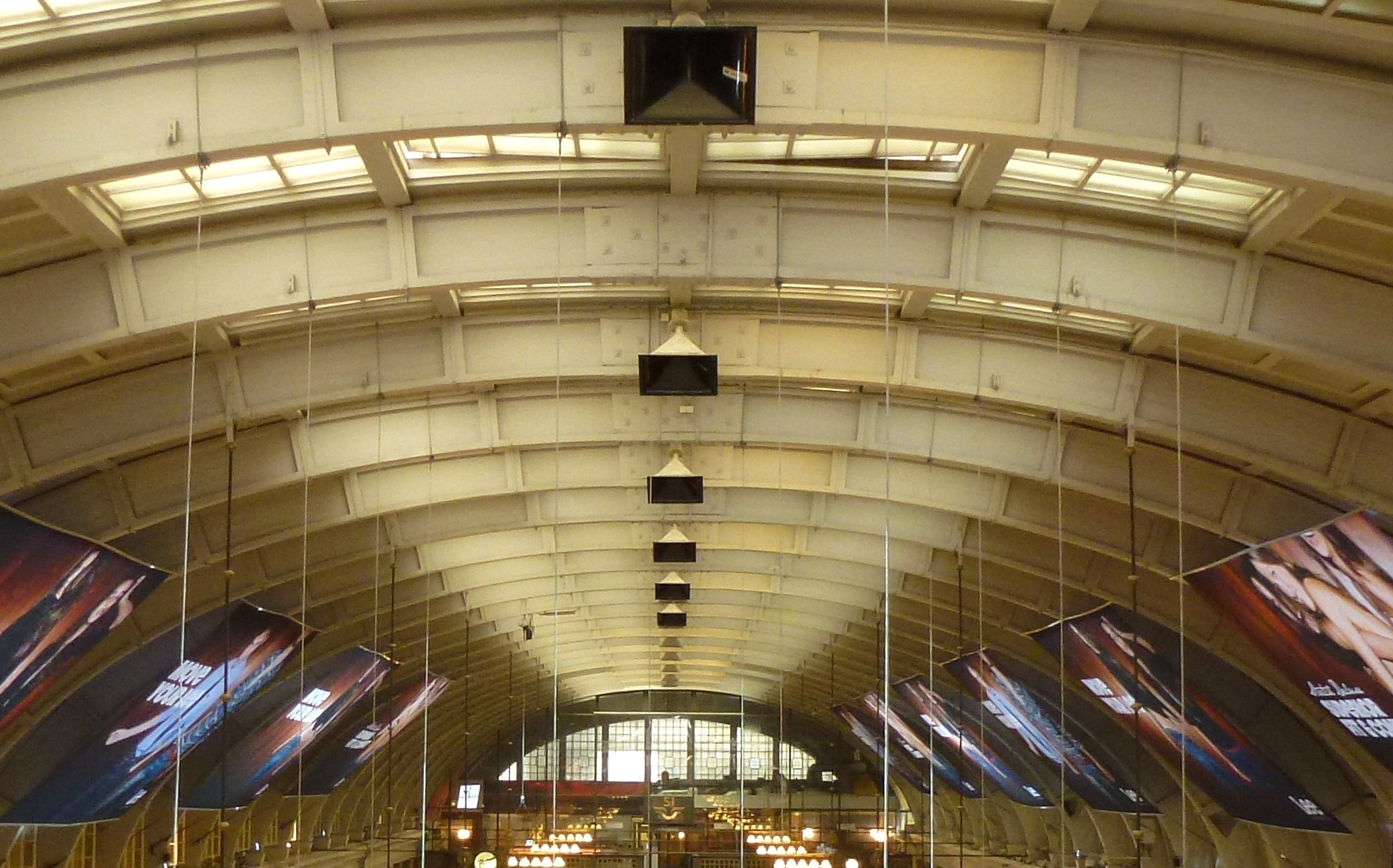
Hallens takkonstruktion, vy mot syd.

Åren 1925–1927 revs den gamla banhallen, de genomgående spåren för Västra stambanan flyttades västerut och en ny säckstation skapades vid det nya norra spårområdet, spår 1–6, för Västeråsbanan och Norra stambanan. Sammanlagt byggdes sex perronger och elva plattformspår samt ett genomgående godstågsspår.
Chefsarkitekten vid Statens Järnvägars arkitektkontor Folke Zettervall ledde den påkostade ombyggnaden av stationsbyggnaden. I sydöstra hörnet byggdes den kungliga väntsalen ut. Den fungerar fortfarande idag som väntsal för kungafamiljen. Kungliga väntsalen har sin ingång från huvudfasaden mot Vasagatan 1. Entrén skyddas av ett skärmtak utfört i kopparplåt som smyckas av en kunglig krona högst upp. Själva väntsalen består av förstuga, tambur, den kungliga väntsalen samt Drottningens rum. År 1992 gjordes en översyn av den lösa inredningen där kungaparet deltog i gestaltningen.
Den gamla banhallen revs och i dess ställe byggdes en ny stor vänthall, 119 meter lång och 28 meter bred med ett ellipsformat tak, vilket är 13 meter högt och har 24 meter i spännvidd, taket hålls uppe av limträbågar som var den första stora beställningen för det då nyetablerade AB Fribärande Träkonstruktioner (senare Töreboda limträ).  Dagsljus släpps in via taklanterniner och fönsterrader längs långsidorna samt genom välvda gavelfönsterpartier mot norr och söder, där det södra fönsterpartiet finns kvar i original.
I söder byggdes en monumental trappa i kalksten som ledde upp till en gemensam vänthall med buffé. Det gamla väntrummet för 3:e klass gjordes om till en mycket modern 1:a klass-restaurang enligt tidens mått med kylutrymmen i källarplan och en tunnel ledde från restaurangen till västra plattformen för att leverera mat och råvaror till tågen. Golvet i Centralhallen belades med ljusgrå plattor av ölandskalksten, med geometriska bårder i brun jämtlandskalksten (det ändrades vid ombyggnaden på 1960-talet). Utanför och söder om huvudbyggnaden tillkom även Södra Paviljongen, som från början kallades för Södra ankomsthallen, då flödena för påstigning och avstigning var åtskilda fram till 50-talet på stationen. Denna byggnad på 1 100 m² blev senare ombyggd av SJ för att nyttjas som en exklusiv sammanträdes- och konferenslokal. Taket släpper in dagsljus via en stor taklanternin som kröns av SJ:s bevingade järnvägshjul. I dag (2018) används byggnaden som kontorslokaler under namnet Kollektivtrafikens hus.
Centralhallens dricksvattenfontäner utfördes efter ritning av Folke Zettervall, som inte bara hade ritat den nya hallen utan även en del utsmyckningar och inredningar. Från början fanns två fontäner av röd jämtlandskalksten, en i vardera änden av hallen. De utfördes troligen av Ansgar Almquist. Den södra, som finns kvar, kröns av en jordglob och den norra hade en klassisk urna högst upp. Ursprungligen rann vattnet ur fyra lejonmaskaroners munnar, men förmodligen blev det för svåråtkomligt att dricka, därför kompletterade man varje fontän på 1940-talet med två vattensprutande fiskar i brons.

### Byggnadsdetaljer

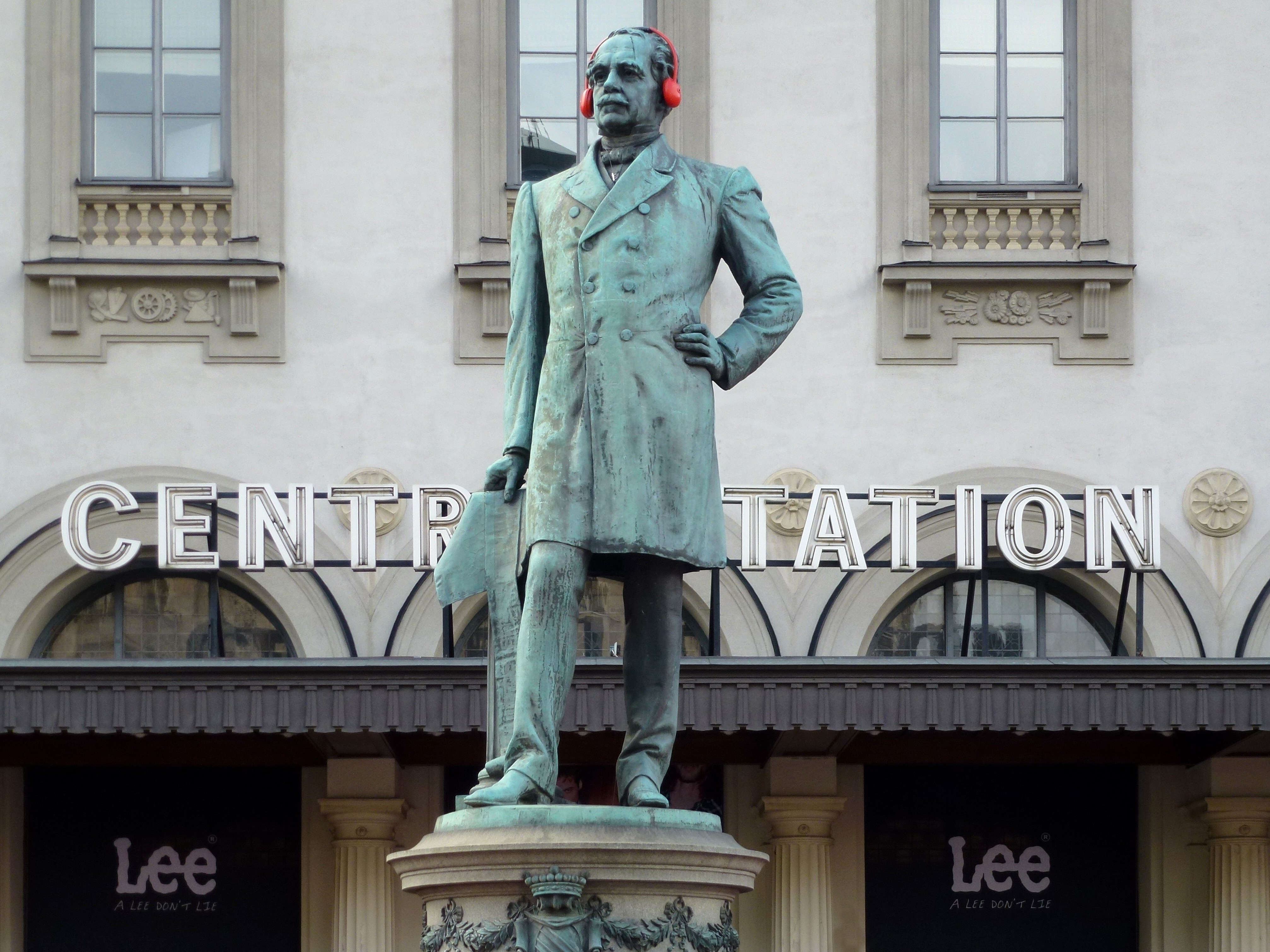
Nils Ericsons staty
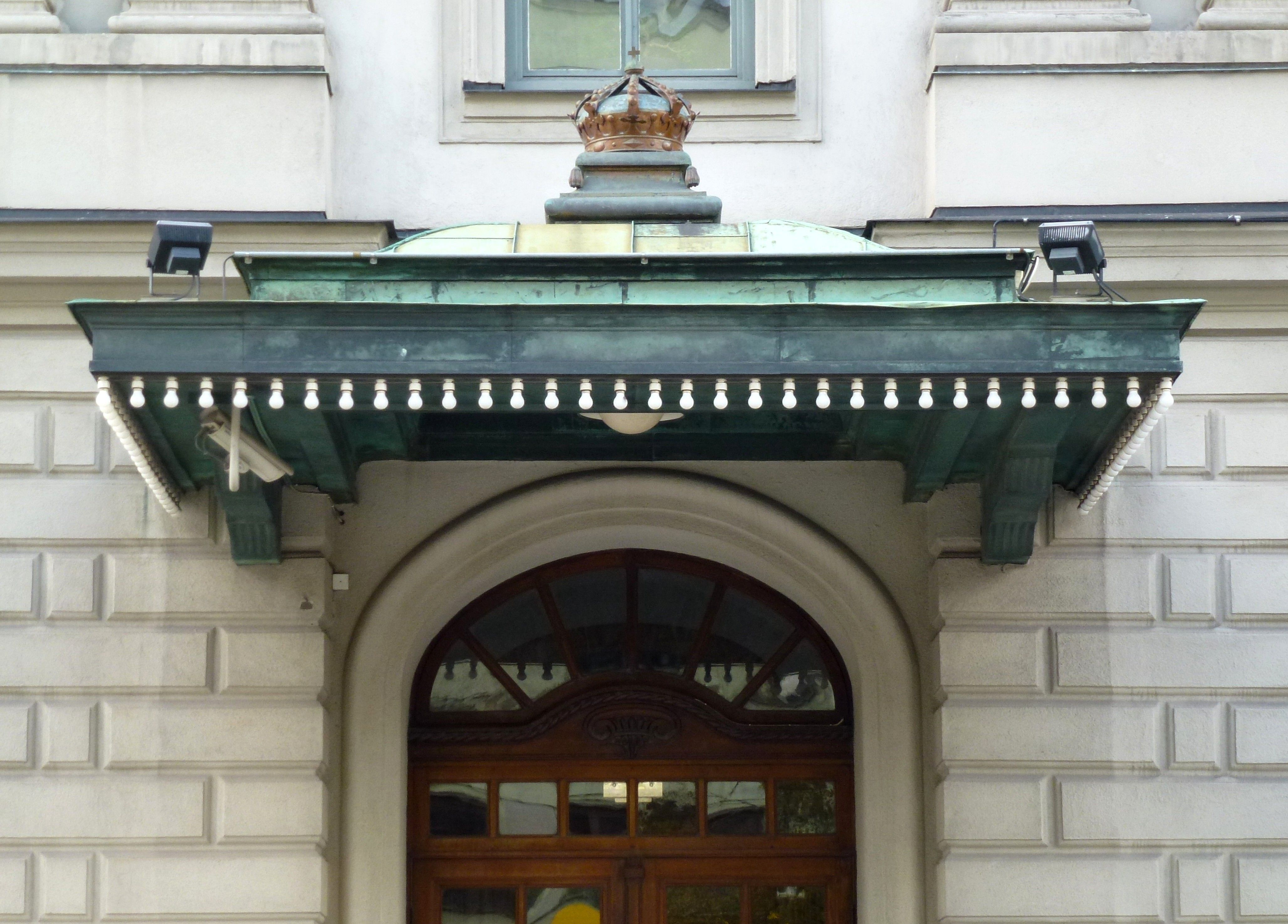
Baldakinen över entrén till kungliga väntsalen
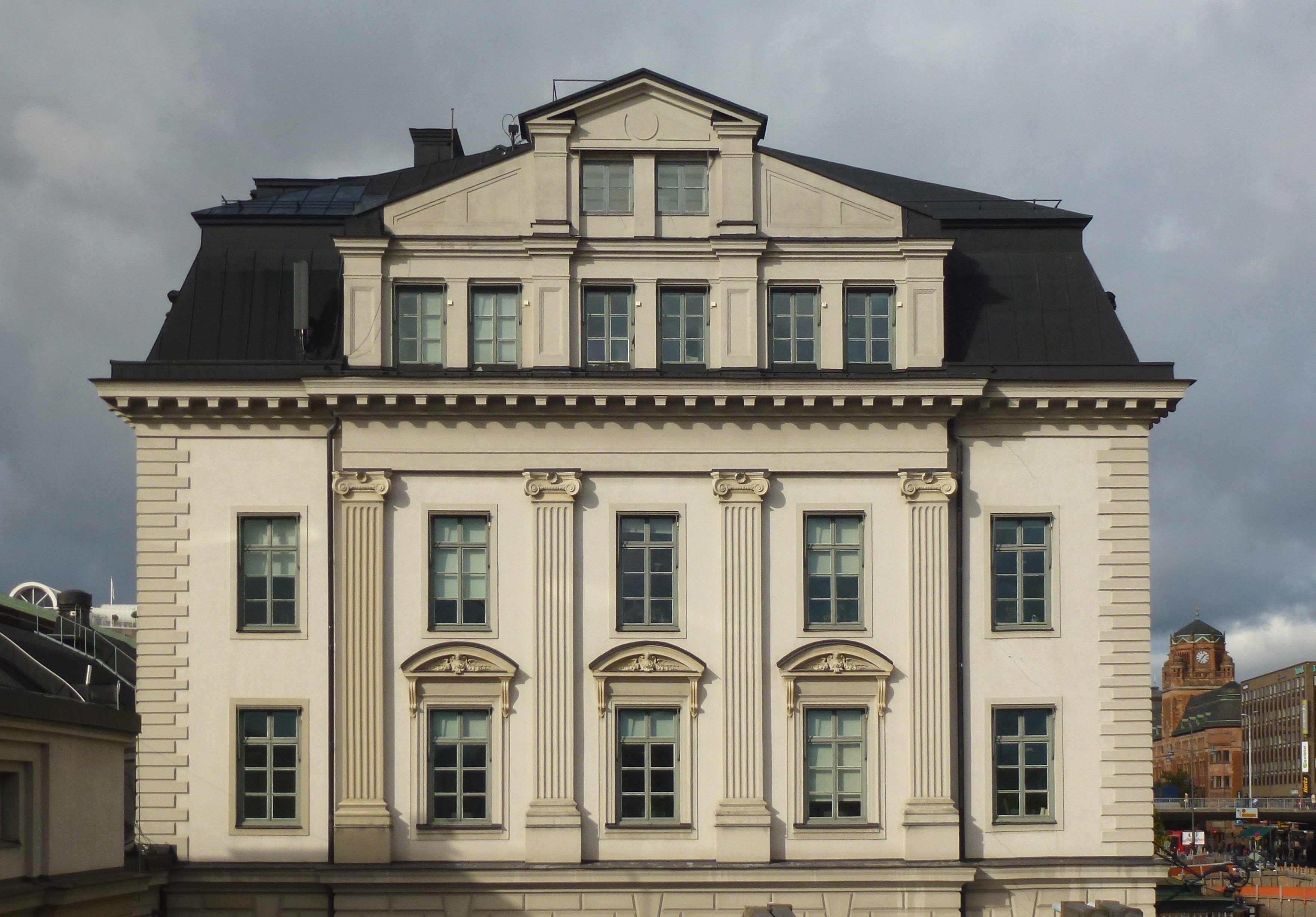
Huvudbyggnadens fasad mot syd
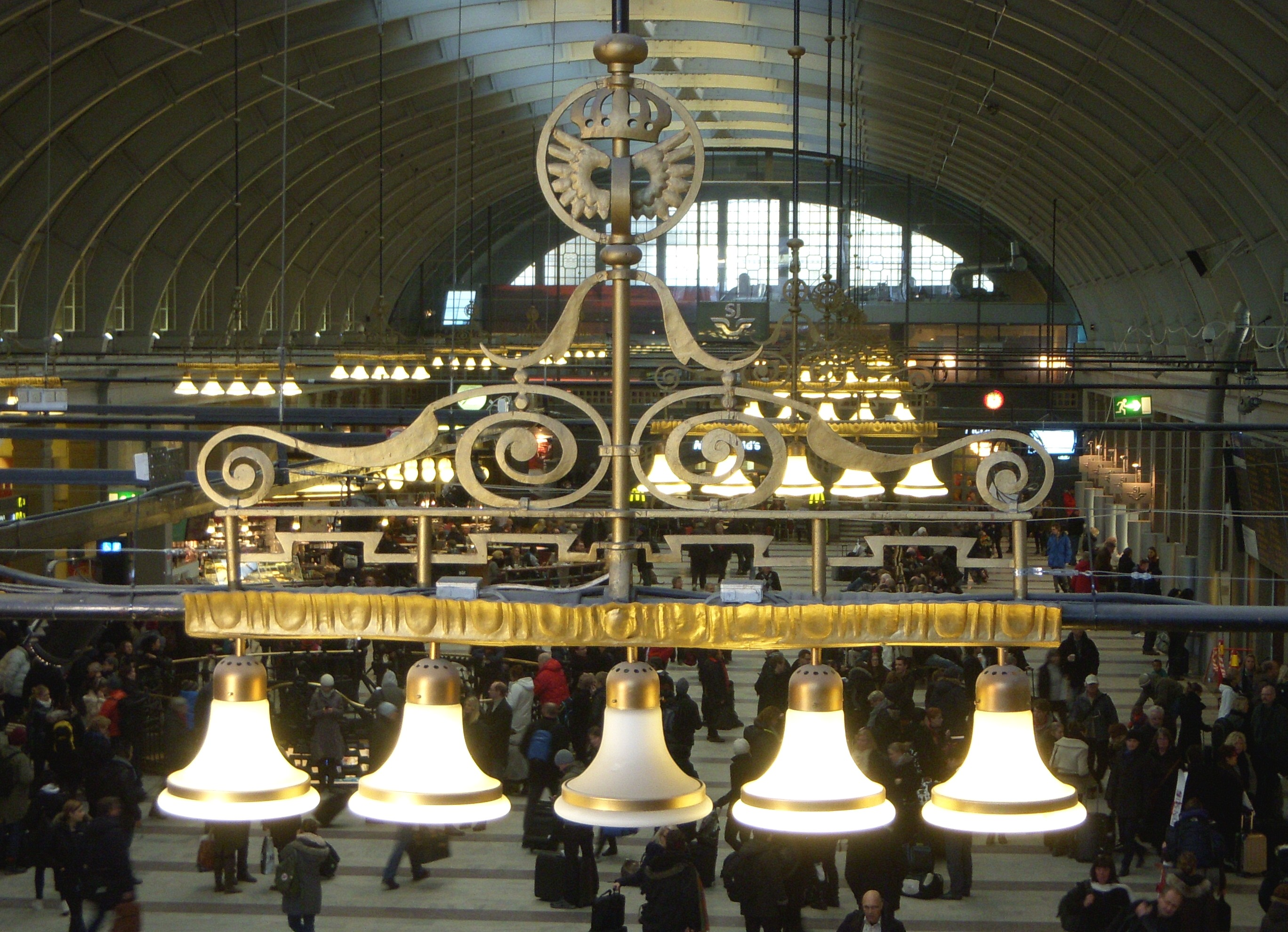
Hallens belysning, konsol av Folke Zettervall samt Luzette glaskupor av Siemens.
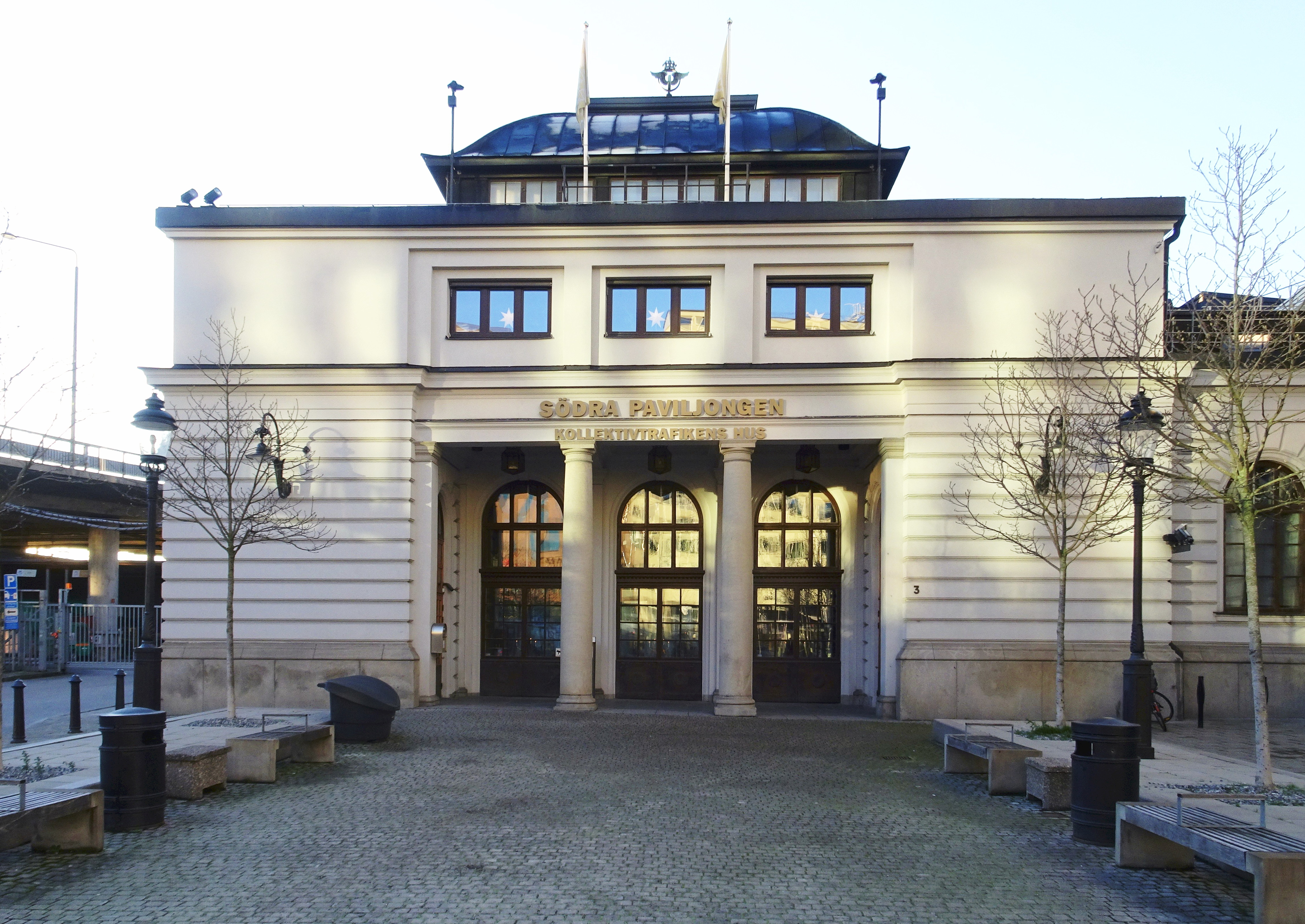
Södra Paviljongen efter upprustningen, 2020.

Den nya centralhallen belystes med elarmaturer tillverkade av Siemens i Berlin. De var vanliga på järnvägsstationer och troligen formgivna av arkitekt Peter Behrens på 1910- eller 1920-talet. Ljuskällan täcks  av ett opaliserat överglas och ett underglas förbundna med en metallring vilket gav ett starkt ljus uppåt och ett svagt nedåt. De sitter nedpendlade i grupper à fem stycken på en vacker, ornamenterad konsol formgiven av Folke Zettervall. Glaskuporna såldes under namnet "Luzette" av Asea. Dagens glaskupor är dock kopior av originalbelysningen, men konsolen av Zettervall är i original. Även i entréhallen mot Vasagatan hänger samma typ av belysning.
Ombyggnaden var slutförd den 17 juni 1927, då kommunikationsminister Carl Meurling inför ett par hundra inbjudna, avtäckte en minnestavla i Centralhallen.
Minnestavlan finns bevarad på Järnvägsmuseet i Gävle och har följande inskription;
| ” | UNDER KONUNG GUSTAF V:S 16:DE REGERINGSÅR FATTADES VID 1923 ÅRS RIKSDAG BESLUT OM CENTRALSTATIONENS OMBYGGNAD. DETTA BYGGNADSARBETE UTFÖRDES UNDER ÅREN 1925-1927. | „ |

### Centralhallen då och nu
| Den nya Centralhallen på ett vykort, förmodligen från sent 1920-tal, vy mot norr. I bakgrunden till vänster skymtar Centralens gamla klocka som krönte resgodskiosken och i förgrunden syns Centralhallens dricksvattenfontän med jordglob i röd Jämtlandskalksten. Fotografiet till höger är taget från samma position år 2008. |  | Den nya Centralhallen på ett vykort, förmodligen från sent 1920-tal, vy mot norr. I bakgrunden till vänster skymtar Centralens gamla klocka som krönte resgodskiosken och i förgrunden syns Centralhallens dricksvattenfontän med jordglob i röd Jämtlandskalksten. Fotografiet till höger är taget från samma position år 2008. |
| Den nya Centralhallen på ett vykort, förmodligen från sent 1920-tal, vy mot norr. I bakgrunden till vänster skymtar Centralens gamla klocka som krönte resgodskiosken och i förgrunden syns Centralhallens dricksvattenfontän med jordglob i röd Jämtlandskalksten. Fotografiet till höger är taget från samma position år 2008. |  | |

### Bombdådet 1991
Den 30 december 1991 sprängdes en bomb som placerats i en förvaringsbox på stationen. Före sprängningen ringde en man till polisens larmcentral och meddelade att bomber placerats ut på en rad platser runt om i Stockholm, däribland centralstationen, Arlandas inrikesterminal samt varuhusen PUB, NK Stockholm och Åhléns city. Bombdådet kopplades till gripandet av en nynazistisk ledare och kom senare att kopplas till den så kallade Militärligan som under flera år gäckade polisen

## Väggmålningar

### Östra väggen
I samband med tillkomsten av nya Centralhallen 1927 utfördes på den östra sidan av vänthallen åtta väggmålningar med olika landskapsmotiv från Sverige. De är skapade av konstnärerna John Ericsson och Natan Johansson. Ingen vet vem som gjorde vad eftersom samtliga målningar är signerade av båda konstnärerna. Målningarna är utförda i limfärg på duk, som sedan fernissades och klistrades direkt på putsen. Vid en restaurering 1969 lossades dukarna som istället spändes upp på ramar. Motiven som skulle föra tanken till ”vackra vykort i kolossalformat” föreställer från norr till söder:
- Saltoluokta mot Stora Sjöfallet, Jokkmokks kommun, Lappland
- Vedasjön i Nordingrå, Ångermanland
- Åreskutan i Jämtland
- Leksands kyrka i Dalarna
- Uddeholms herrgård i Hagfors kommun, Värmland
- Vadstena slott i Östergötland
- Varbergs fästning i Halland
- Dybäcks herrgård, Skurups kommun, Skåne

### Väggmålningarna östra väggen

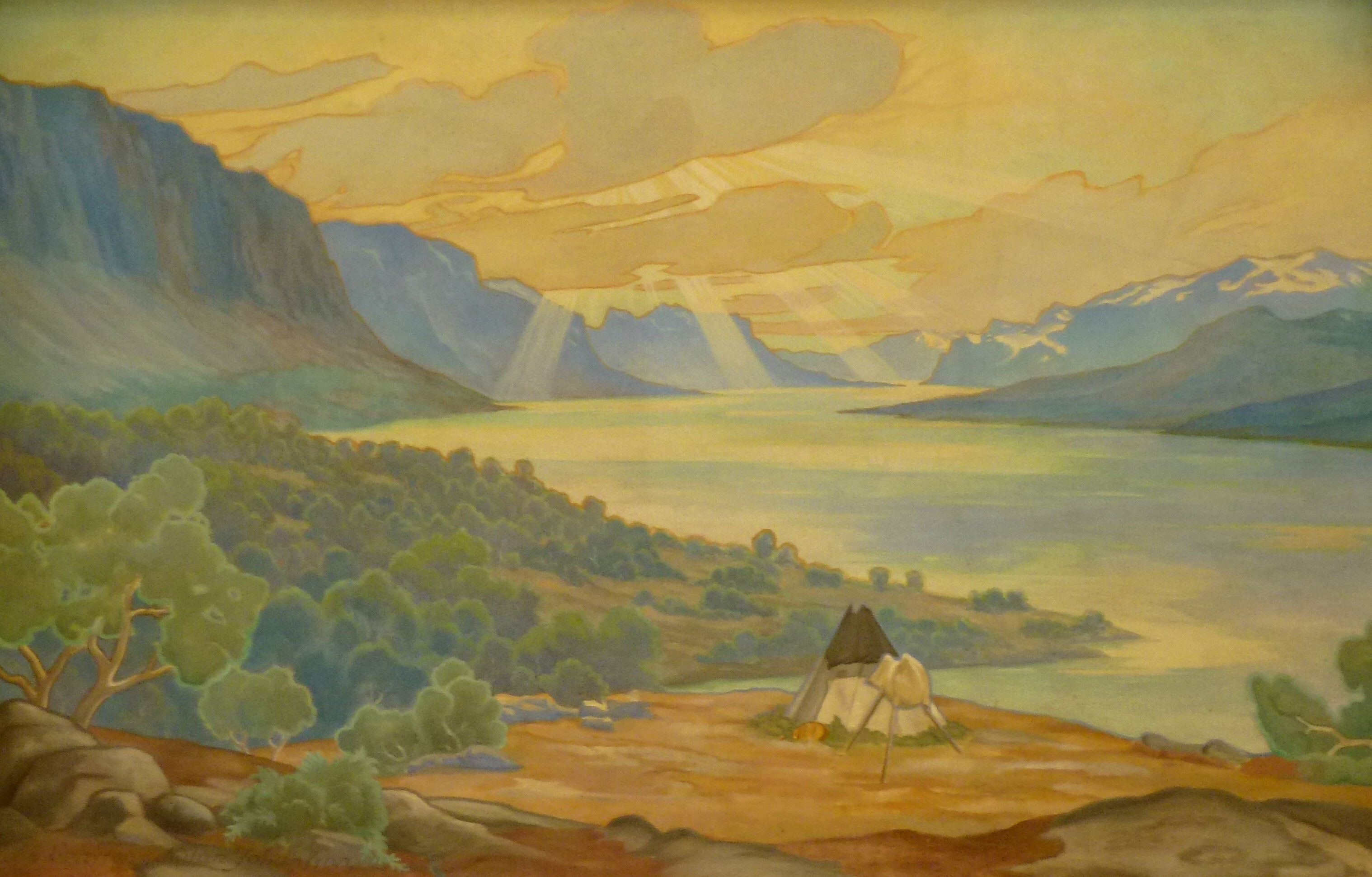
Saltoluokta mot Stora Sjöfallet
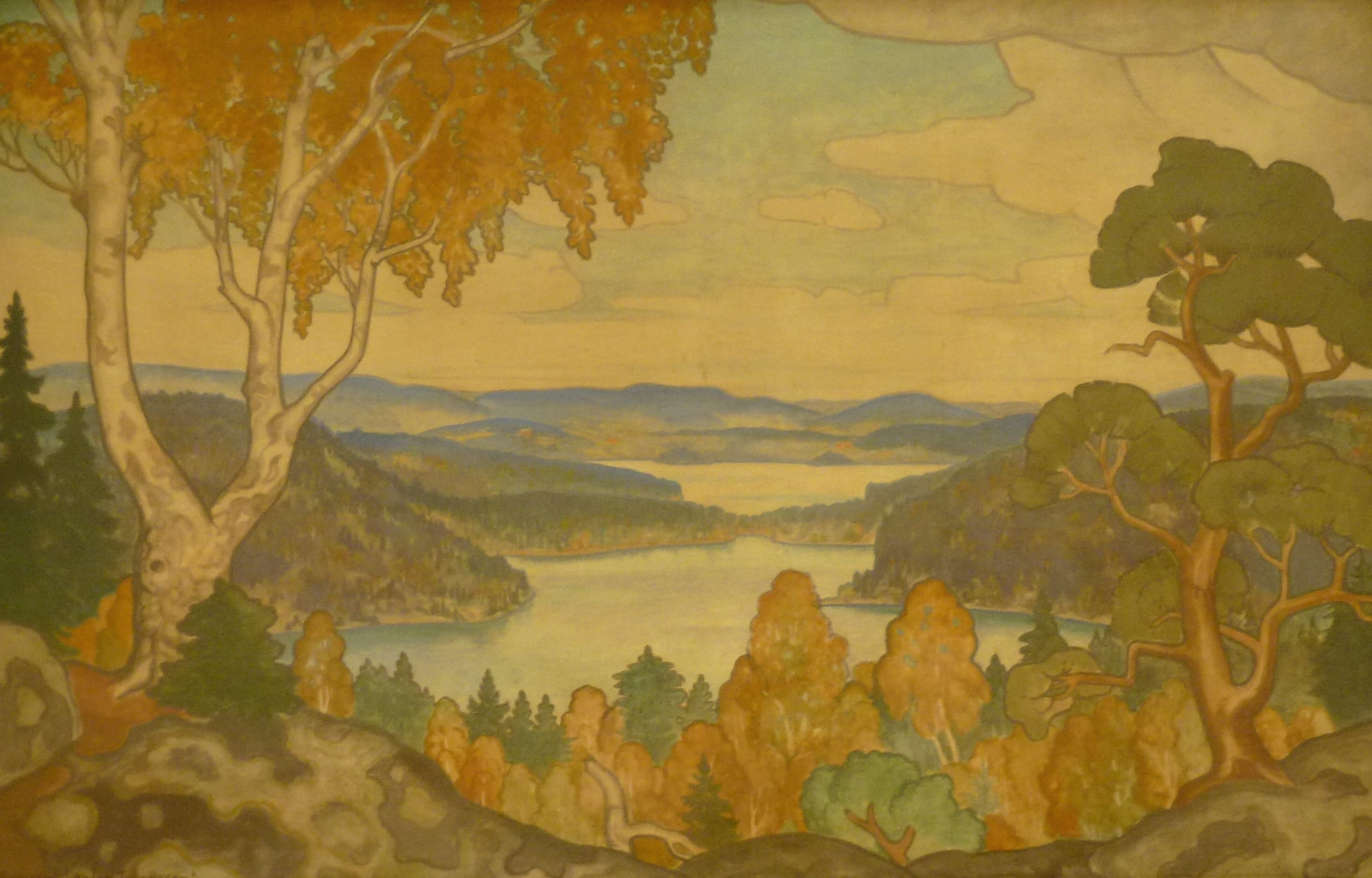
Vedasjön i Nordingrå
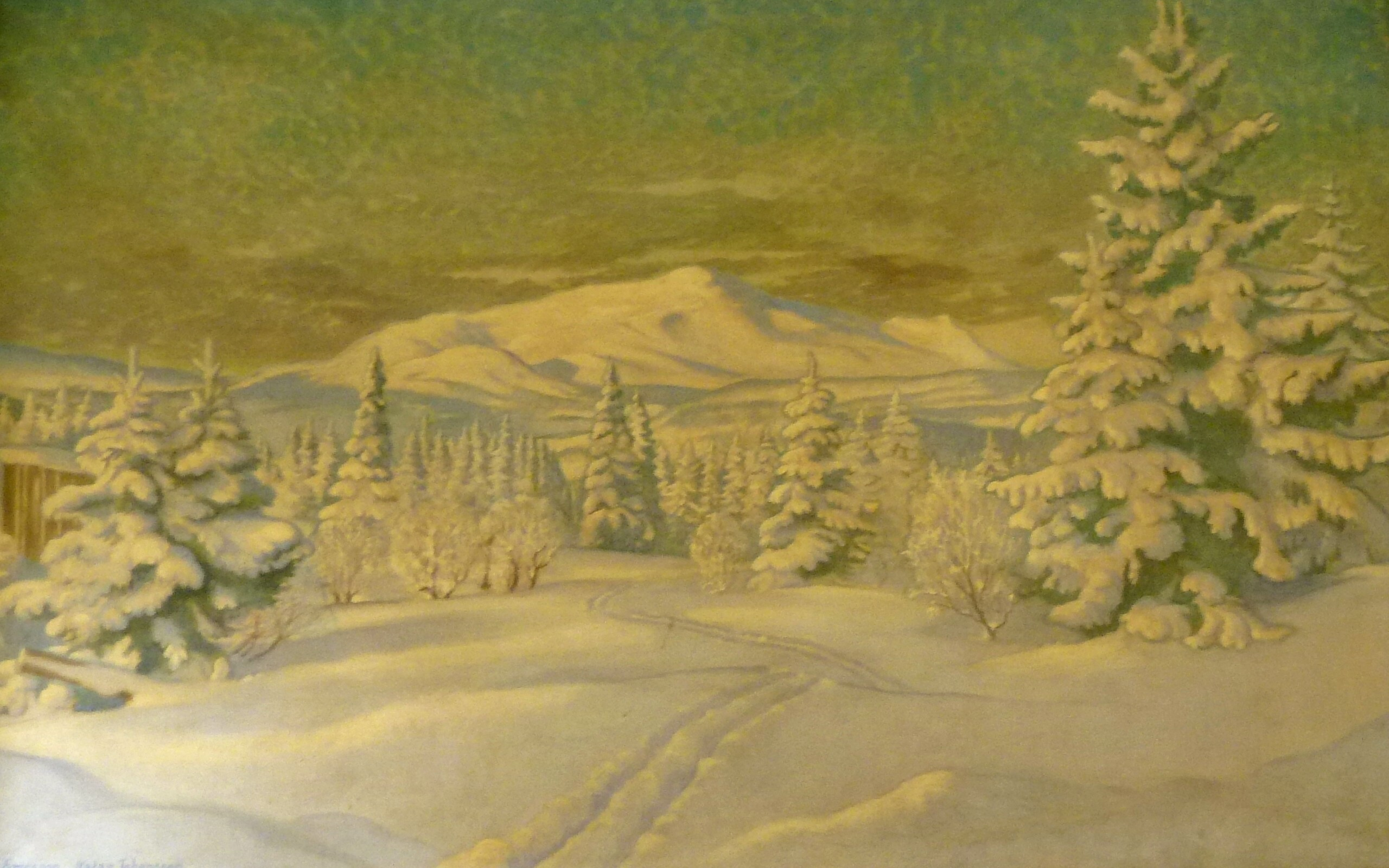
Åreskutan
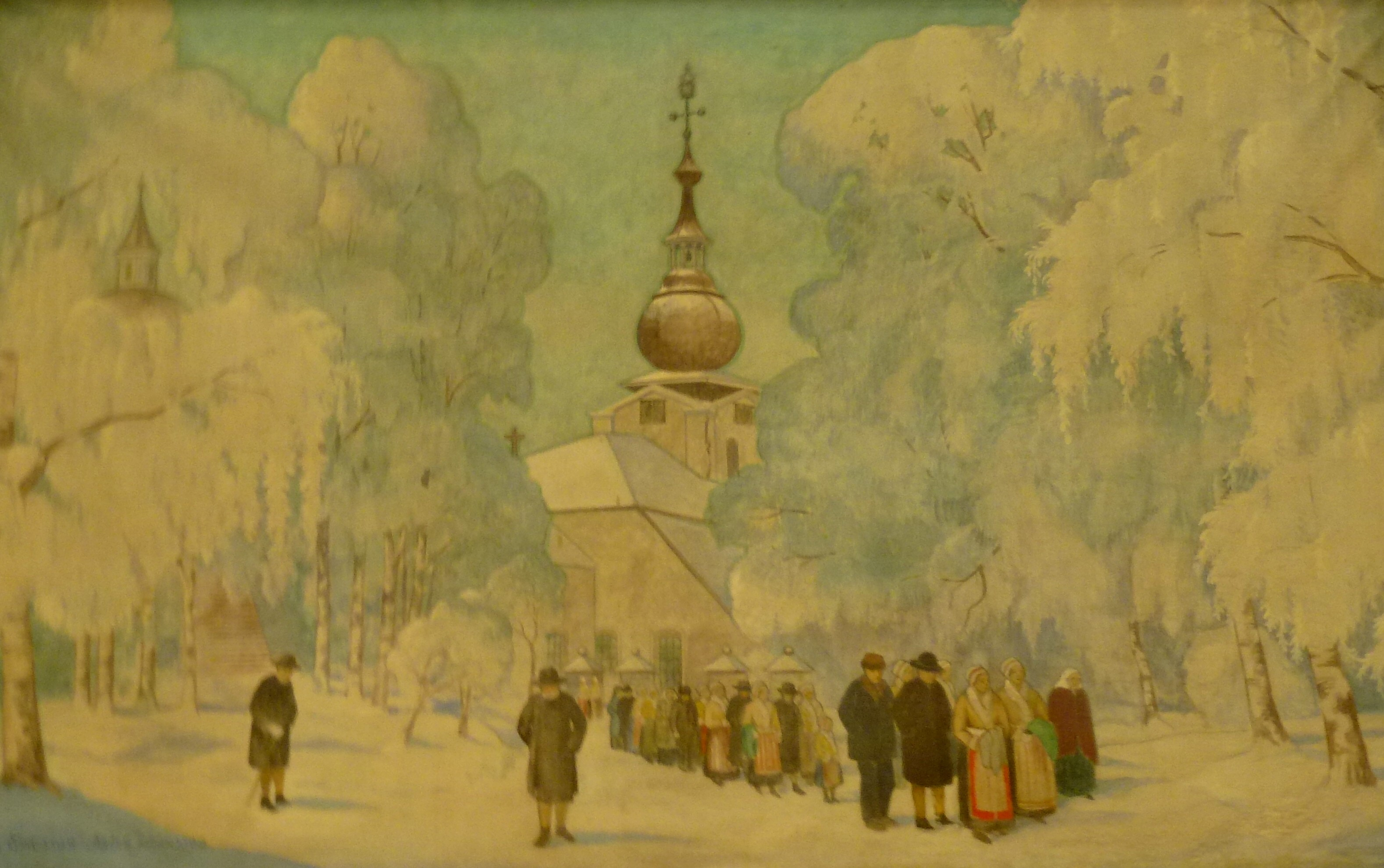
Leksands kyrka

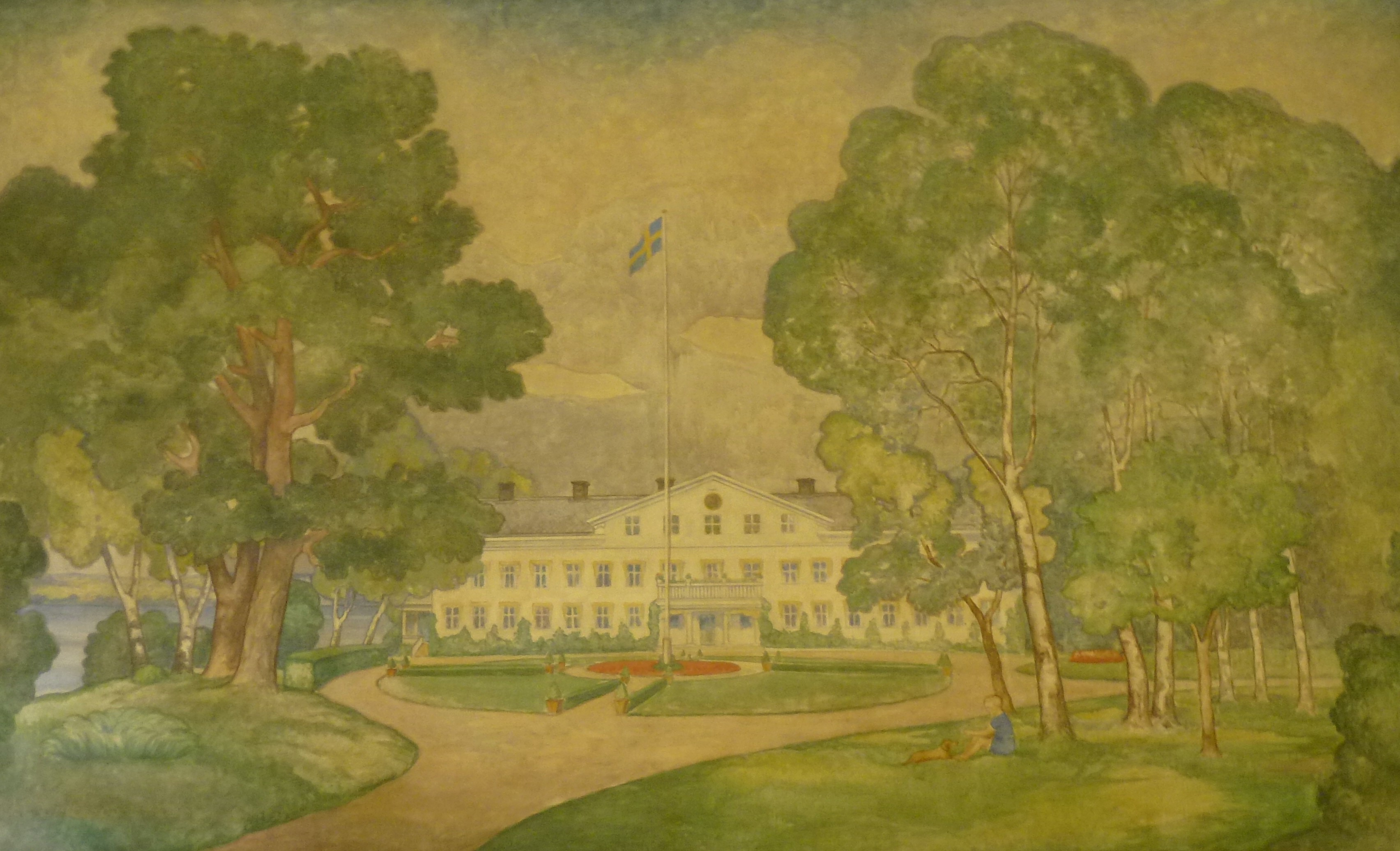
Uddeholms herrgård
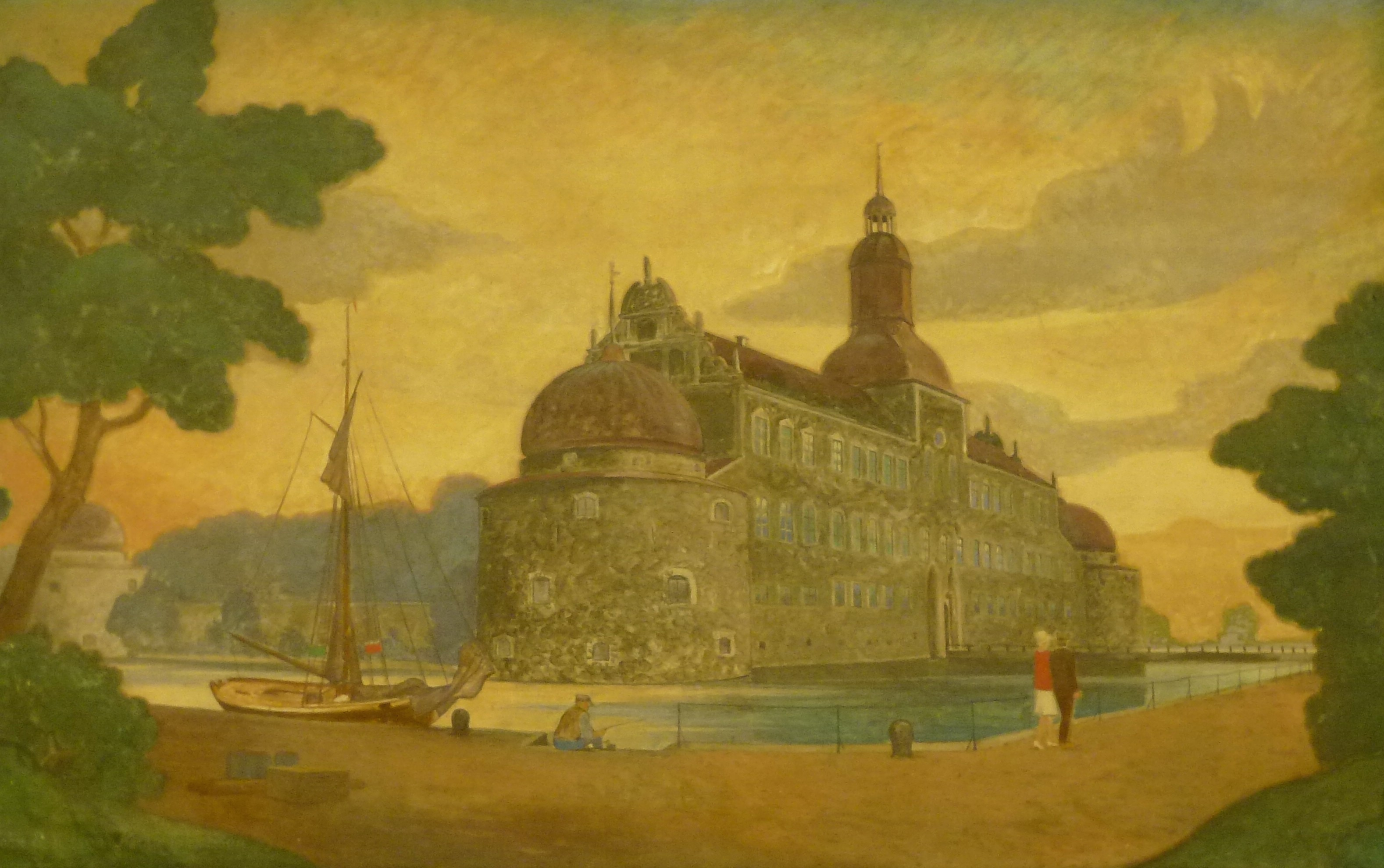
Vadstena slott
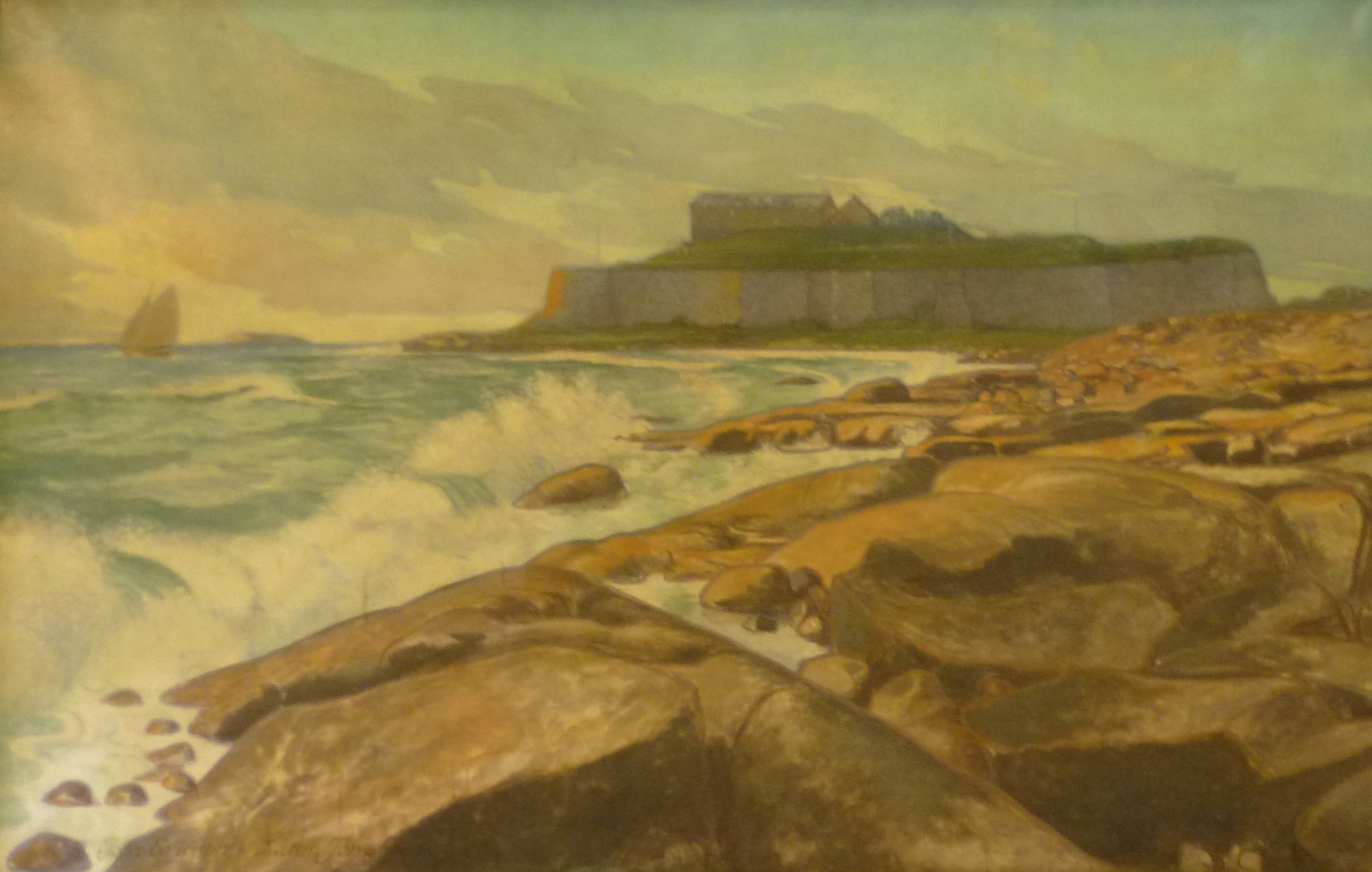
Varbergs fästning
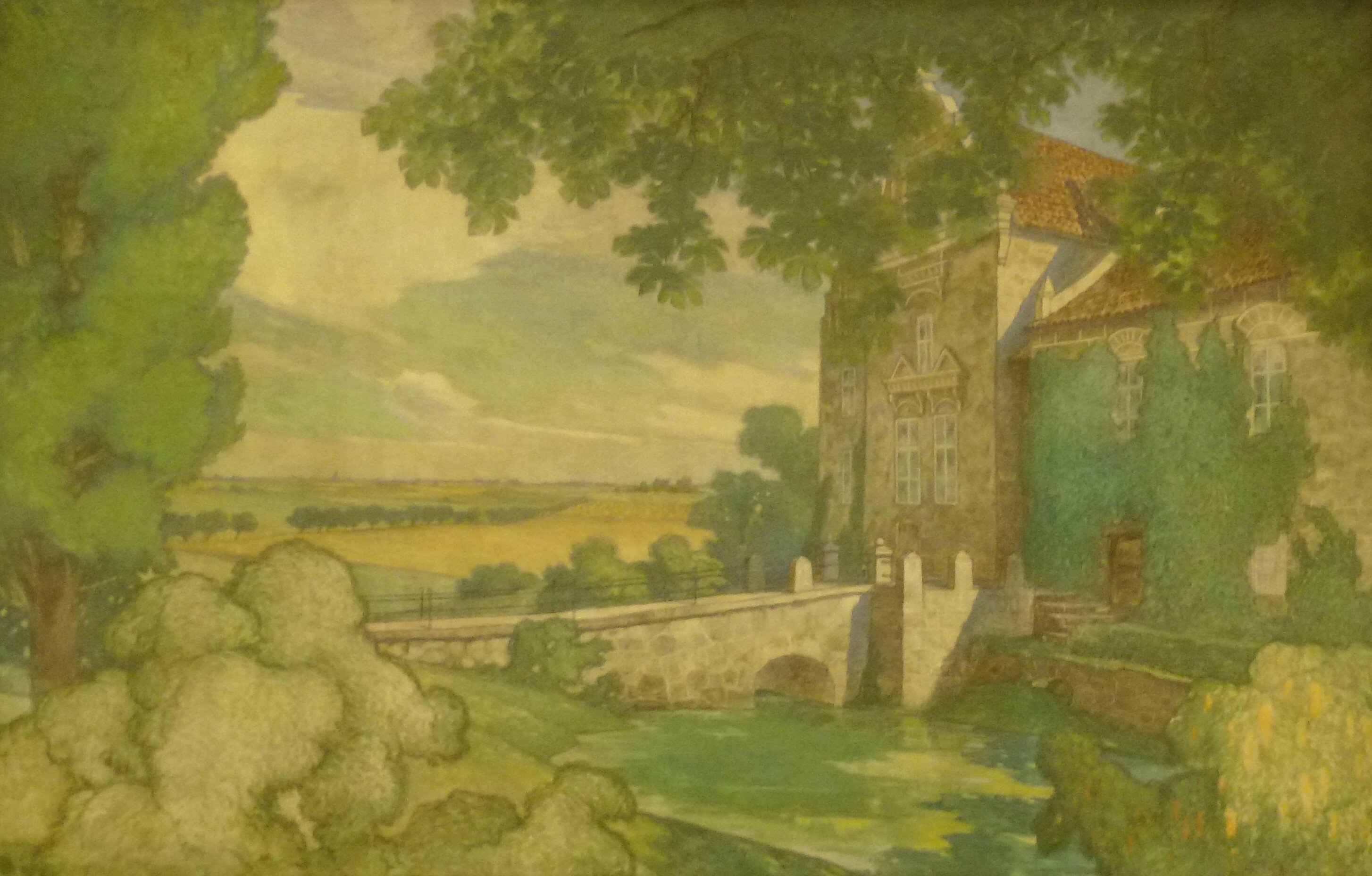
Dybäcks herrgård

### Västra väggen
Betydligt senare skapades väggmålningarna längs Centralhallens västra vägg. År 1993 inbjöd Statens konstråd tio konstnärer till en skisstävling, där var och en skulle lämna förslag till utformning av de 21 väggfälten. Tävlingen vanns av konstnären Ulrik Samuelson. Väggfälten gestaltade han i glänsande stucco lustro i kombination med intarsia och mosaiker av keramik och guld. Färgvalet blev varma kulörer i gul och orange med mörkblåa och svarta inslag.

### Väggmålningarna västra väggen (urval)

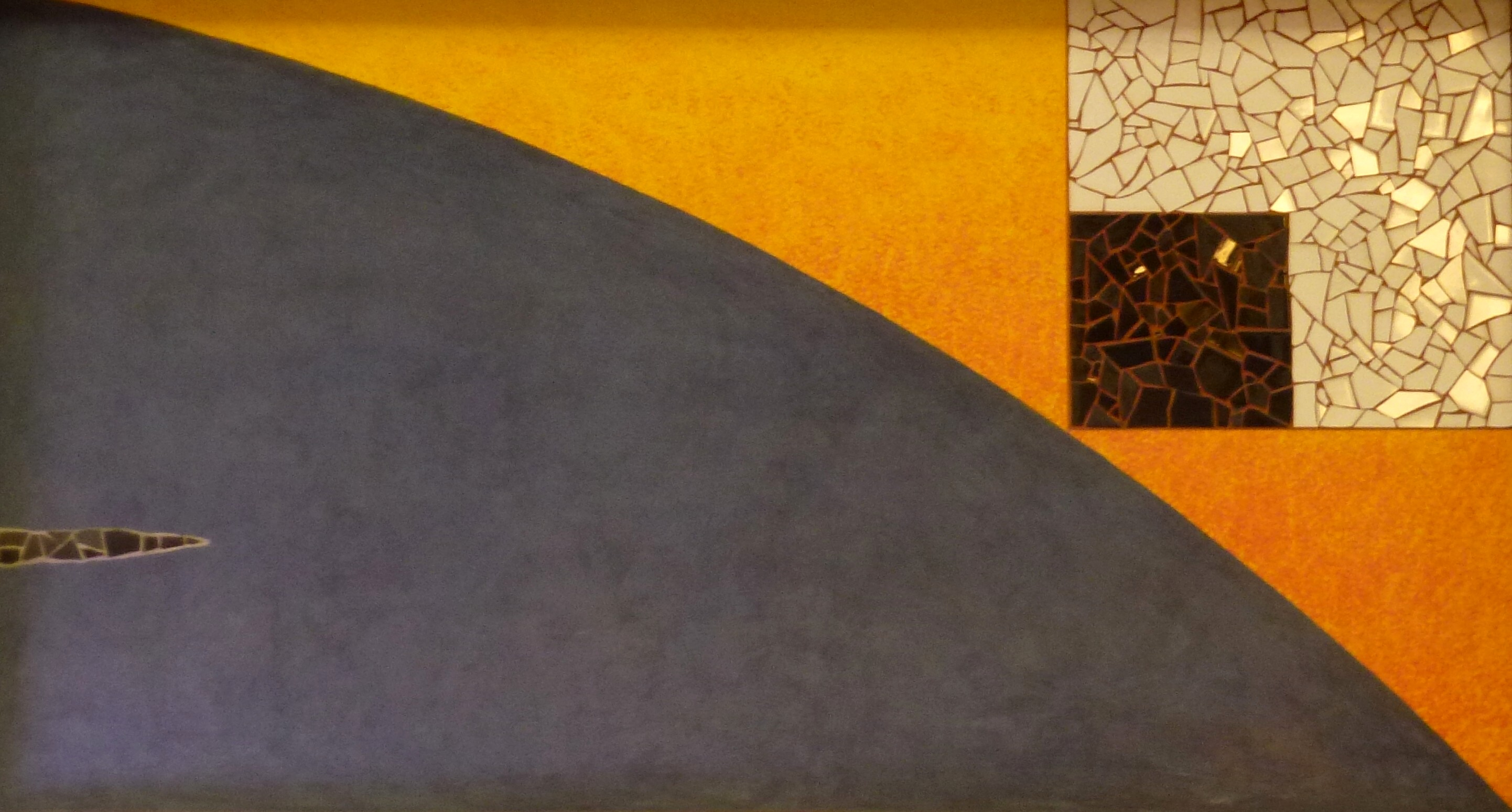
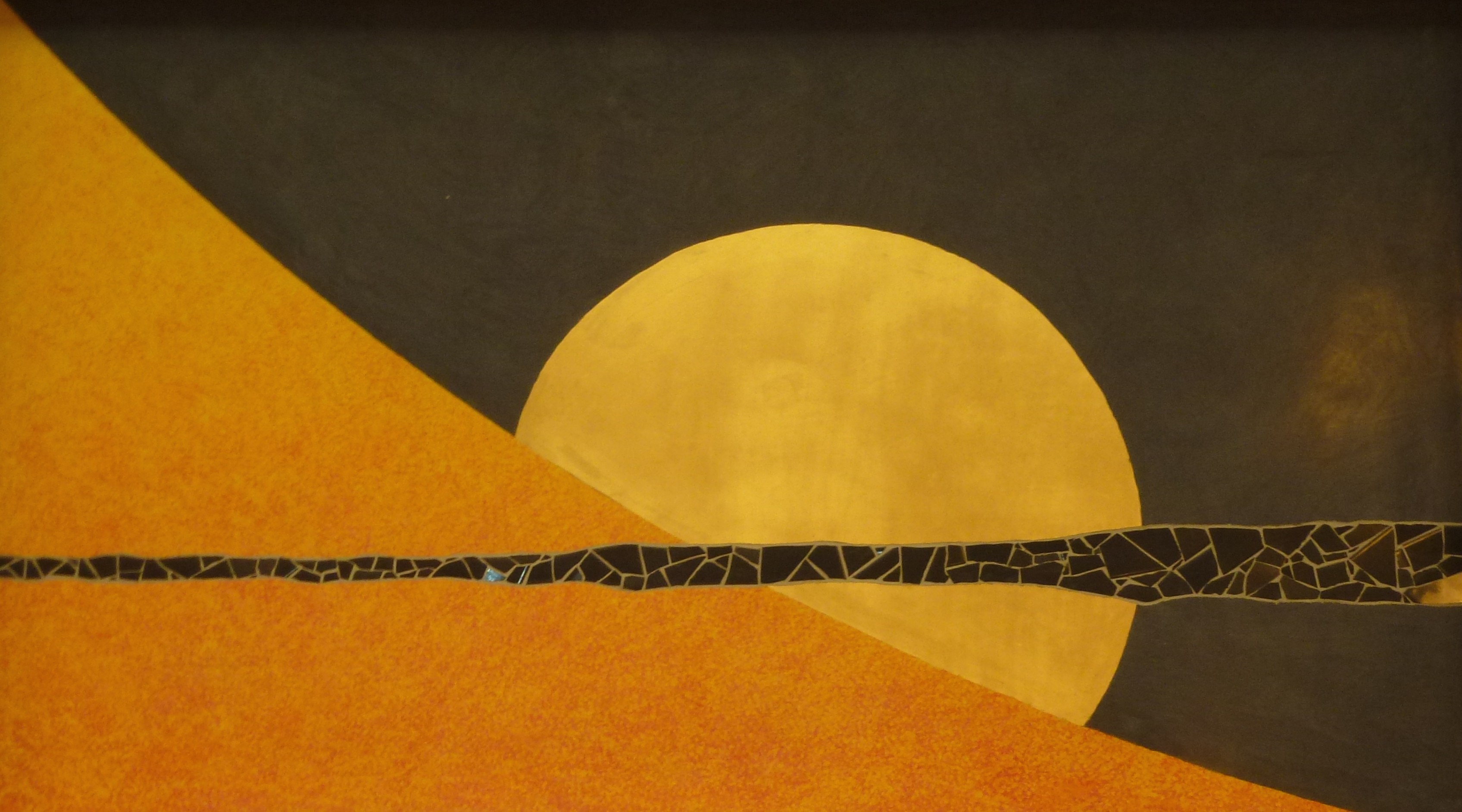
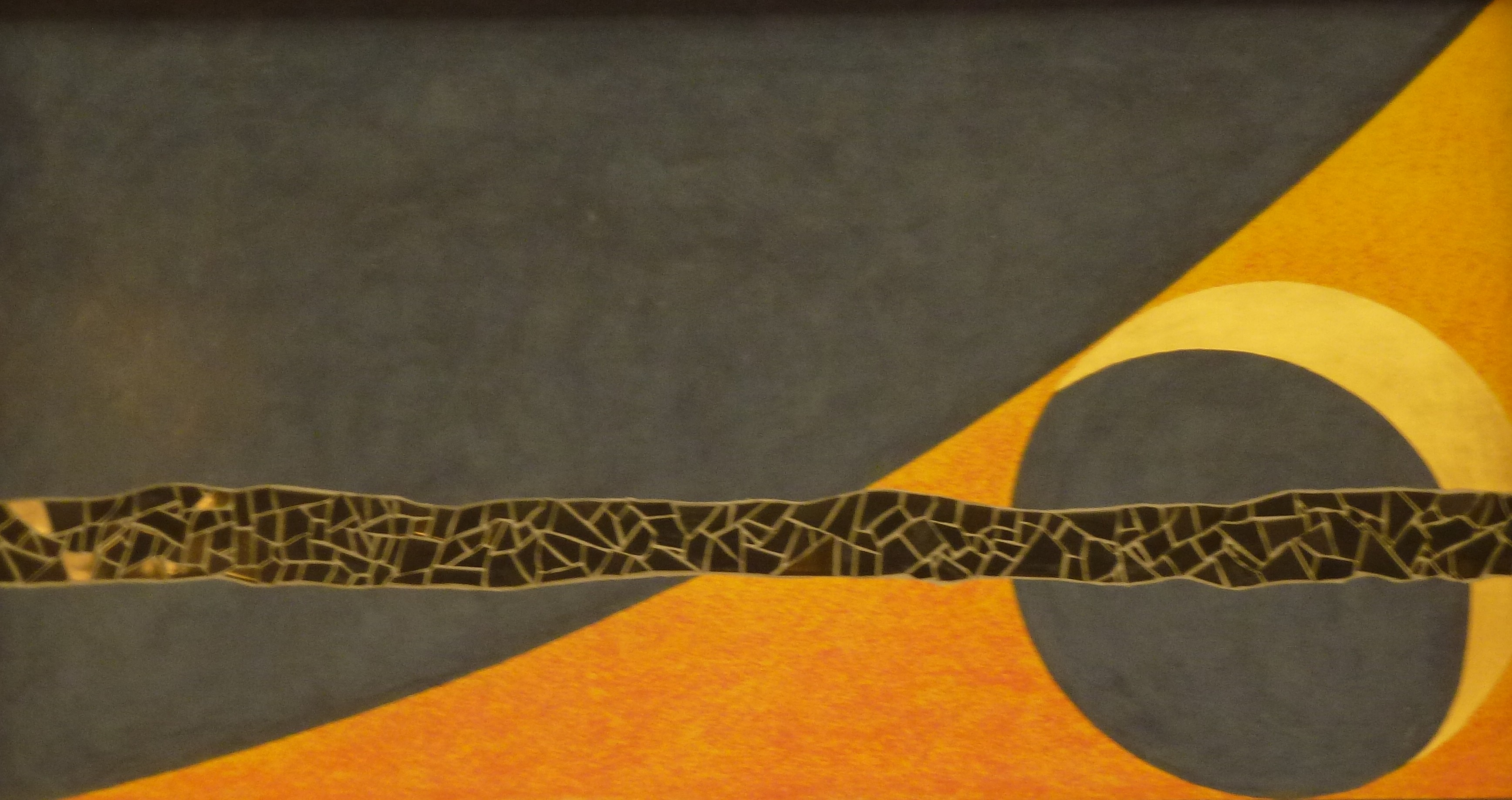
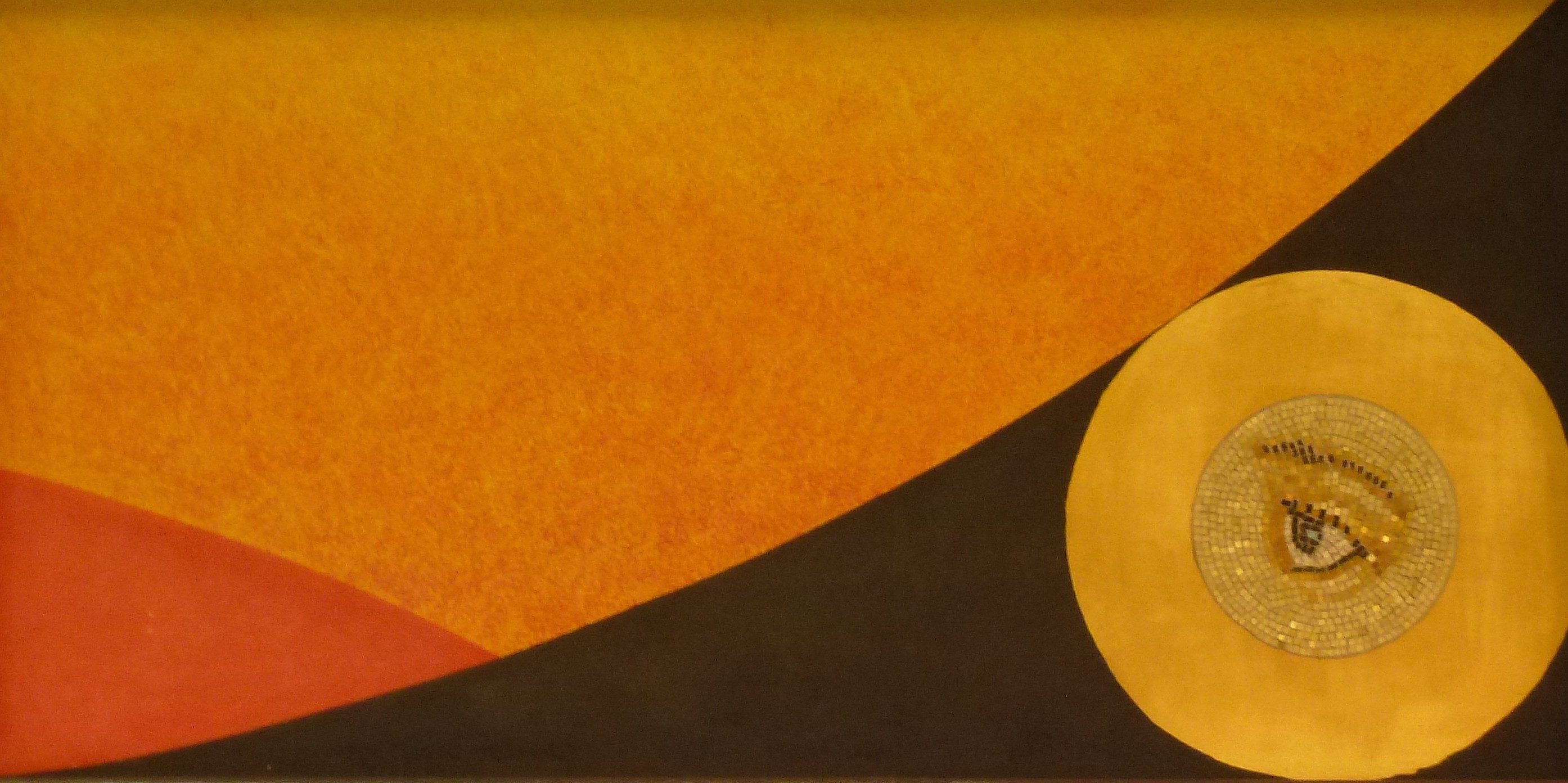

## Efterkrigstidens förändringar

### 1950-talets om- och tillbyggnader

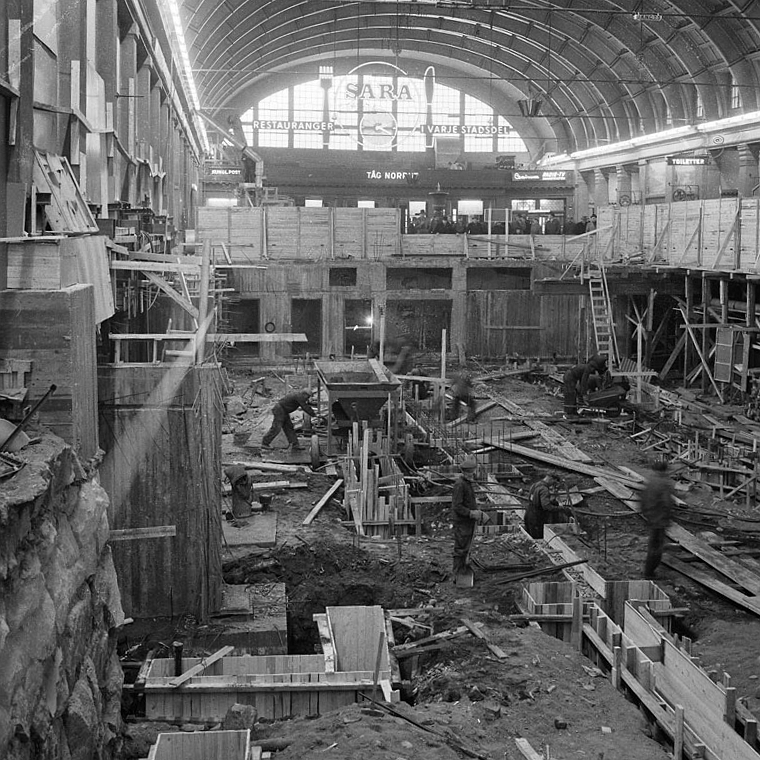
Byggnadsarbete pågår i centralstationens stora hall, 1957.

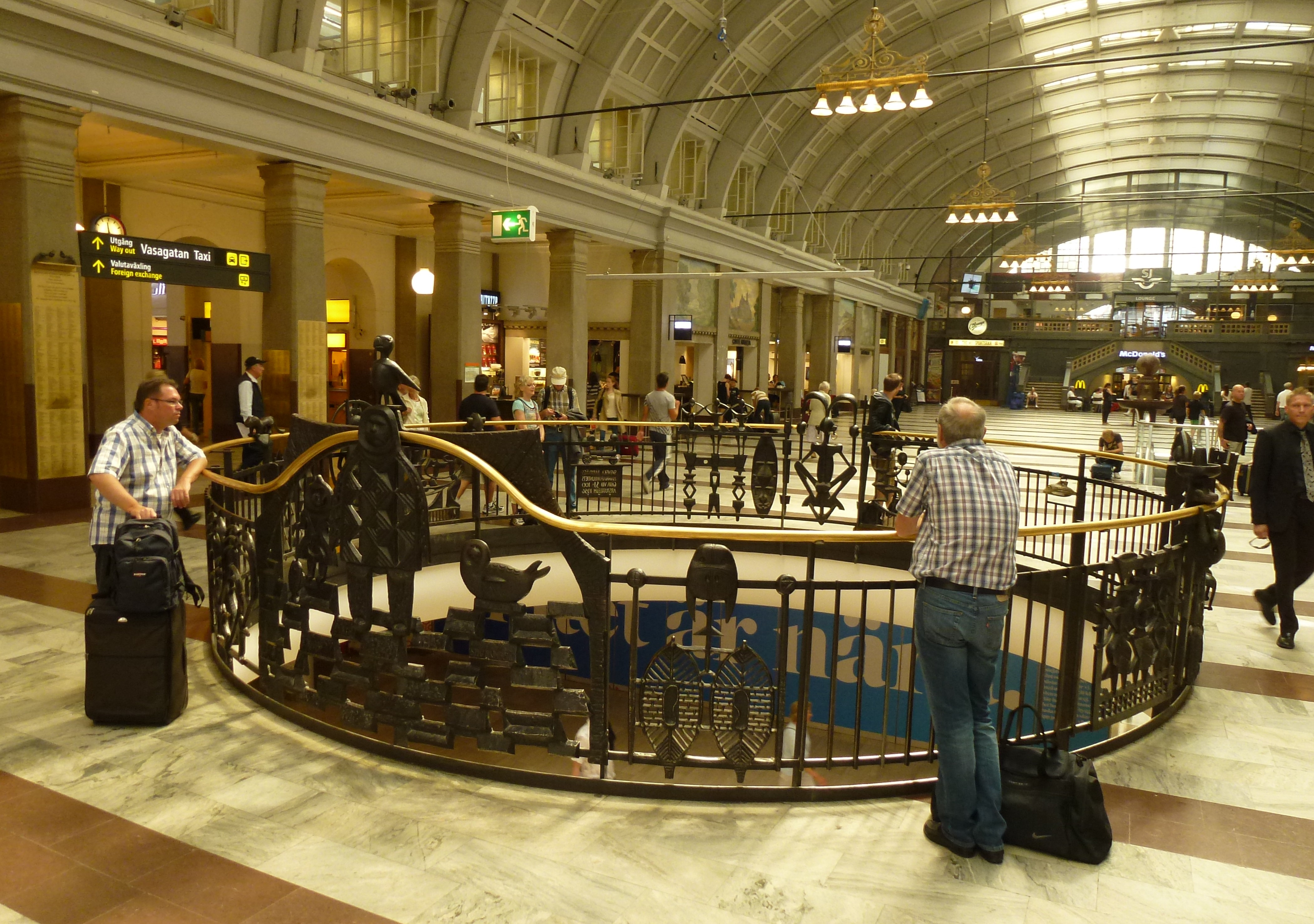
Ringen i centralstationen.

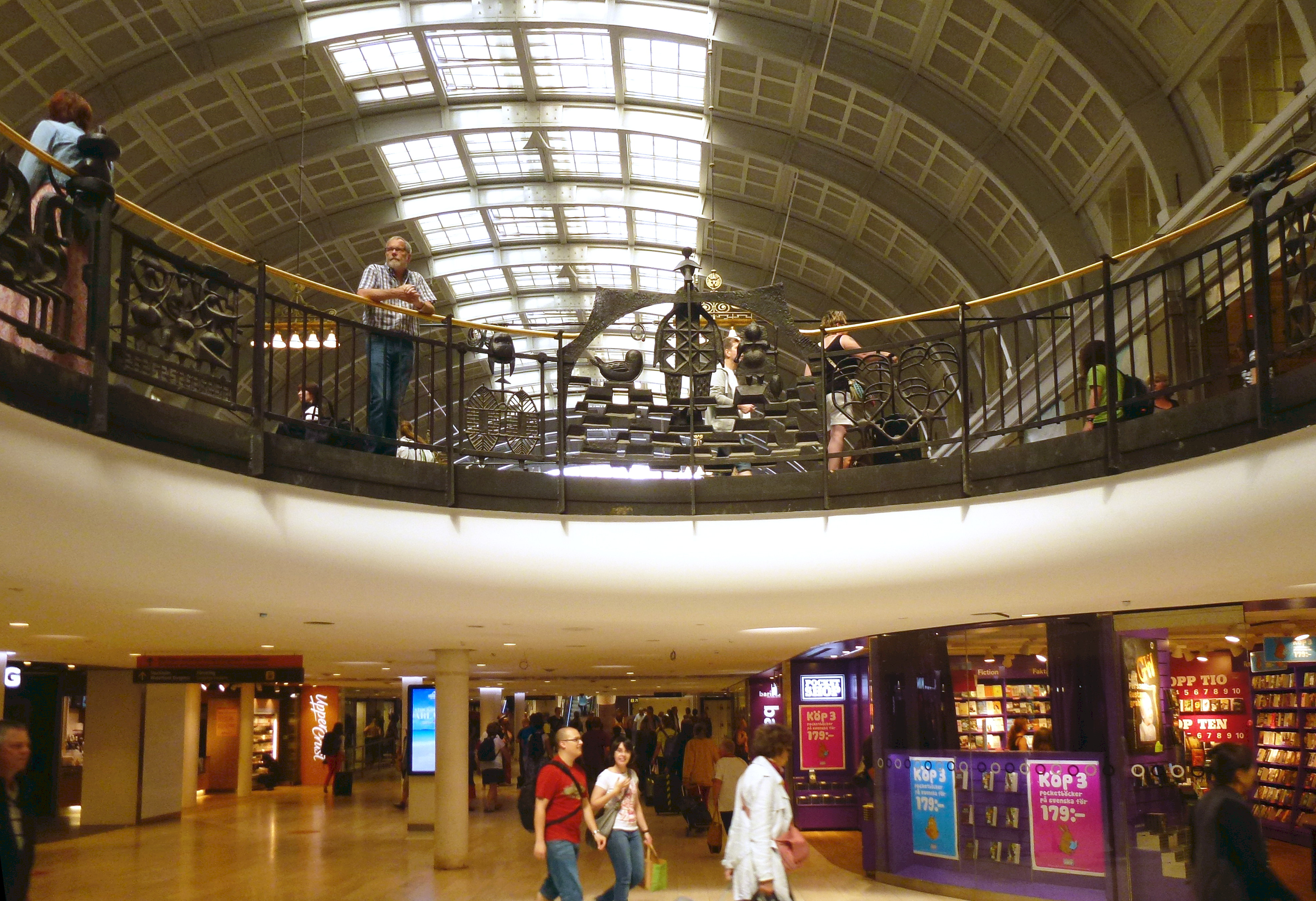
Ringen från T-baneplanet.

Kring 1950 förenklades fasaden mot Vasagatan och det mesta av fasadens dekorationer i form av statyerna, riksvapnet, fönsteromfattningar och listverk togs bort. Detta berövade exteriören sin ursprungliga uttryckskraft.
Samtidigt uppsattes nya fasaddekorationer i form av mindre reliefer under fönstren ovanför huvudentrén. Dessa är skapade av skulptören Ansgar Almquist och föreställer allegorier ur järnvägens historia. Bland annat visas "Tiden före järnvägen" då man färdades med häst, en snigel symboliserar hastigheten och "Järnvägen elektrifieras", hastigheten ökar och sot och rök är ett minne blott.
När tunnelbanan tillkom byggdes en gångtunnel som förbinder T-centralen med spår 11–19 som invigdes den 1 december 1958. Denna utvidgades så småningom till en mindre vänthall med affärer och serveringar under den stora hallen. Mellan gången och stora vänthallen finns Ringen, en öppning mot nedre hallen med 7 meters diameter som invigdes 1959 för att skapa ljus till den nedre gången. Ringens räcke är ett smideskonstverk skapat av skulptören Stig Blomberg och föreställer de fyra väderstrecken med figurer som representerar dessa. Verket var en gåva från Svenska järnvägsmannaförbundet till Statens järnvägars 100-årsjubileum som firades 1956. Populärt kallas ringen för "Spottkoppen" eller "Bögringen", och den fungerar som mötesplats för många Stockholmare.
Järnvägspolitiken har alltid avspeglats i byggnaden, under 1960-talet bestämdes att järnvägen skulle bära sig ekonomiskt och många sträckor och stationer lades ner, men också satsningar på rationell trafik som pendeltåg i Stockholm enligt tunnelbanemodell. Stockholms centralstation hade nu förlorat sin status som viktigt transportnav för hela Sverige till förmån för flyget.
Efter Hörjelöverenskommelsen 1964 bildades Storstockholms lokaltrafik (SL) vilket innebar att pendeltågen fick en egen del med spår 13–14 (södergående tåg) och 15–16 (norrgående tåg). Norr om bangården sänktes dubbelspåret ner under marknivån för att möjliggöra för pendeltågen att fortsätta på egen bana utan att korsa spår för fjärrtåg. De första pendeltågen av typen X1 började gå 1968. Klarabergsviadukten som var påtänkt sedan 1928 byggdes slutligen 1961 och gav centralen en ny ingång med rulltrappa och senare även hiss upp till broplanet.

### 1980-talets om- och tillbyggnader

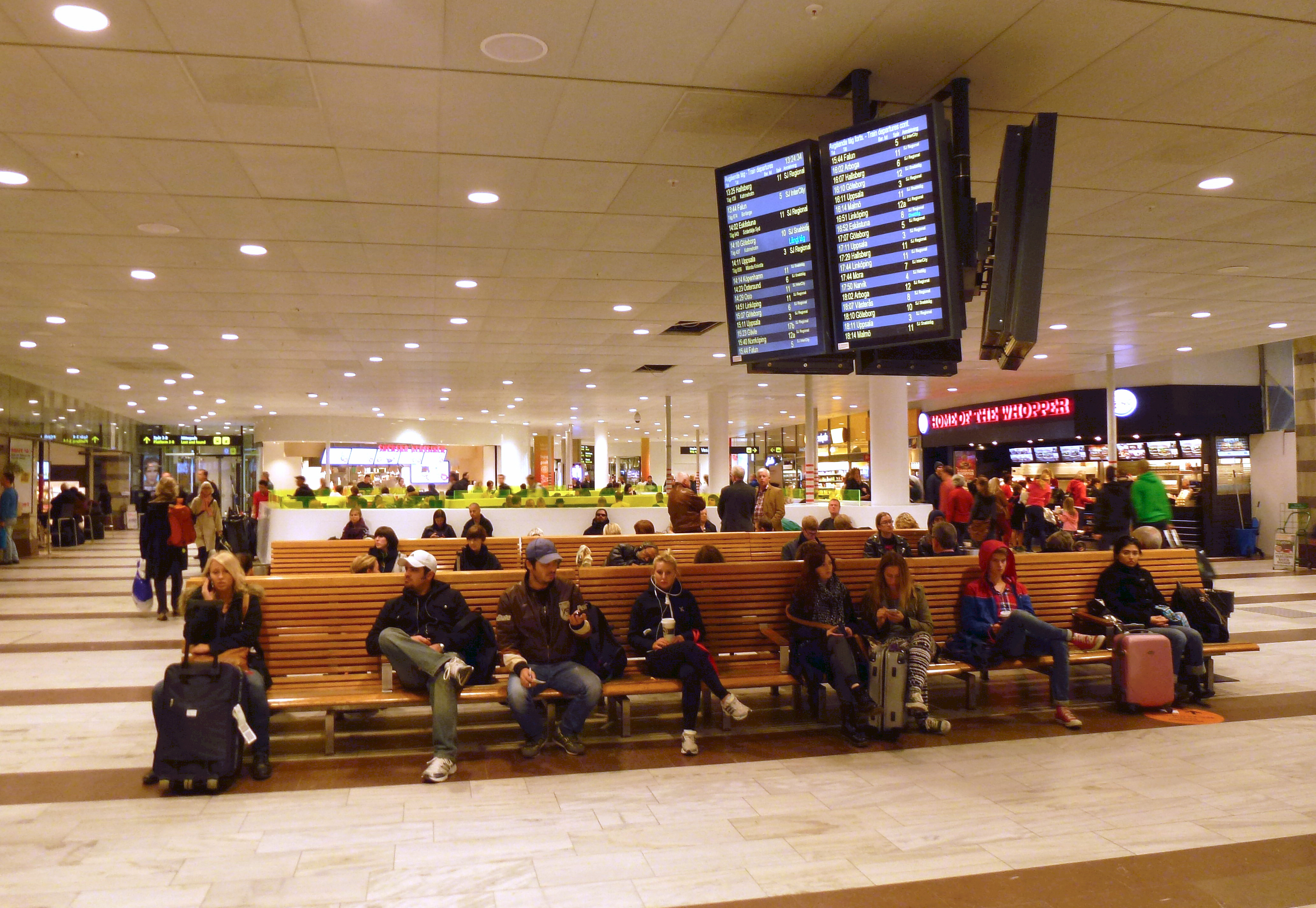
Centralens nya vänthall mot norr, 2012.

På 1980-talet började Statens Järnvägar satsa på affärsresenärer med InterCitytåg i förstaklass. Då byggdes en ny övre vänthall för affärsresenärer och en ny nedgång till pendeltågen över spår 10–19 från Klarabergsviadukten. Det norra spårområdet överdäckades och den gamla Kungsbron i gjutjärn ersattes av en ny och bredare betongbro för att passa till Cityterminalen och World Trade Center invigt 1986, arkitekt var Ralph Erskine. Cityterminalen inrymmer bussterminal och kontor och är länkad med en passage till stationen vid spår 2–3. I mitten av 1990-talet var tanken att det skulle byggas lokaler för polisstyrkan på hyllan i södra änden, men efter att dåvarande generaldirektören på Statens Järnvägar, Stig Larsson hade sett lokalerna beslutade han att bygga en konferensanläggning istället.
X2000 var Statens Järnvägar stora satsning på snabbtåg som kunde börja konkurrera med flyg och 1989 levererades det första tåget. Konceptet var först tänkt som ett rent affärståg, men snart infördes andra klass och nu vände den fallande resandekurvan för tåg. Samtidigt inleddes stora satsningar på att bygga ut banorna runt Stockholm Mälarbanan, Svealandsbanan och Grödingebanan och bygga ut fyrspår till Arlanda vilket ökade resandet på Centralen och ställde större krav på kapacitet och utbud. Centralhallen restaurerades åren 1988 till 1993 genom White arkitekter. Toaletterna flyttades till nedre plan och ersattes av Pressbyrån, snabbmatställen och butiker tillkom.

### 2000-talets om- och tillbyggnader
Mellan 2008 och 2013 genomfördes en omfattande renovering, ombyggnad och grundförstärkning av Stockholms centralstation. Mot norr utökades vänthallen och sträcker sig under Klarabergsviadukten till Cityterminalen. Där finns nu sittplatser för resande och nya rulltrappor samt ett tjugotal nya butiker, restauranger och servicefunktioner. Samtidigt har stationen sammanlänkats med en bussterminal. I södra delen av centralhallen byggdes nya rulltrappor. Södra Paviljongen är en mindre separat byggnad på 1100 m² söder om huvudbyggnaden. Paviljongen, som tidigare disponerades av hotellet Royal Viking byggdes om och färdigställdes 2013 med ett entréplan, en entresol samt ytterligare ett våningsplan.[källa behövs] Centralstationen nyinvigdes i februari 2014 av Kronprinsessan Victoria. Efter att Citybanan öppnades den 10 juli 2017 slutade Stockholms pendeltåg trafikera stationen och den ersattes istället av stationen Stockholm City, vilket gav utrymme för regional- och fjärrtågstrafiken att öka på Stockholms centralstation.

## Bolagisering och nutid

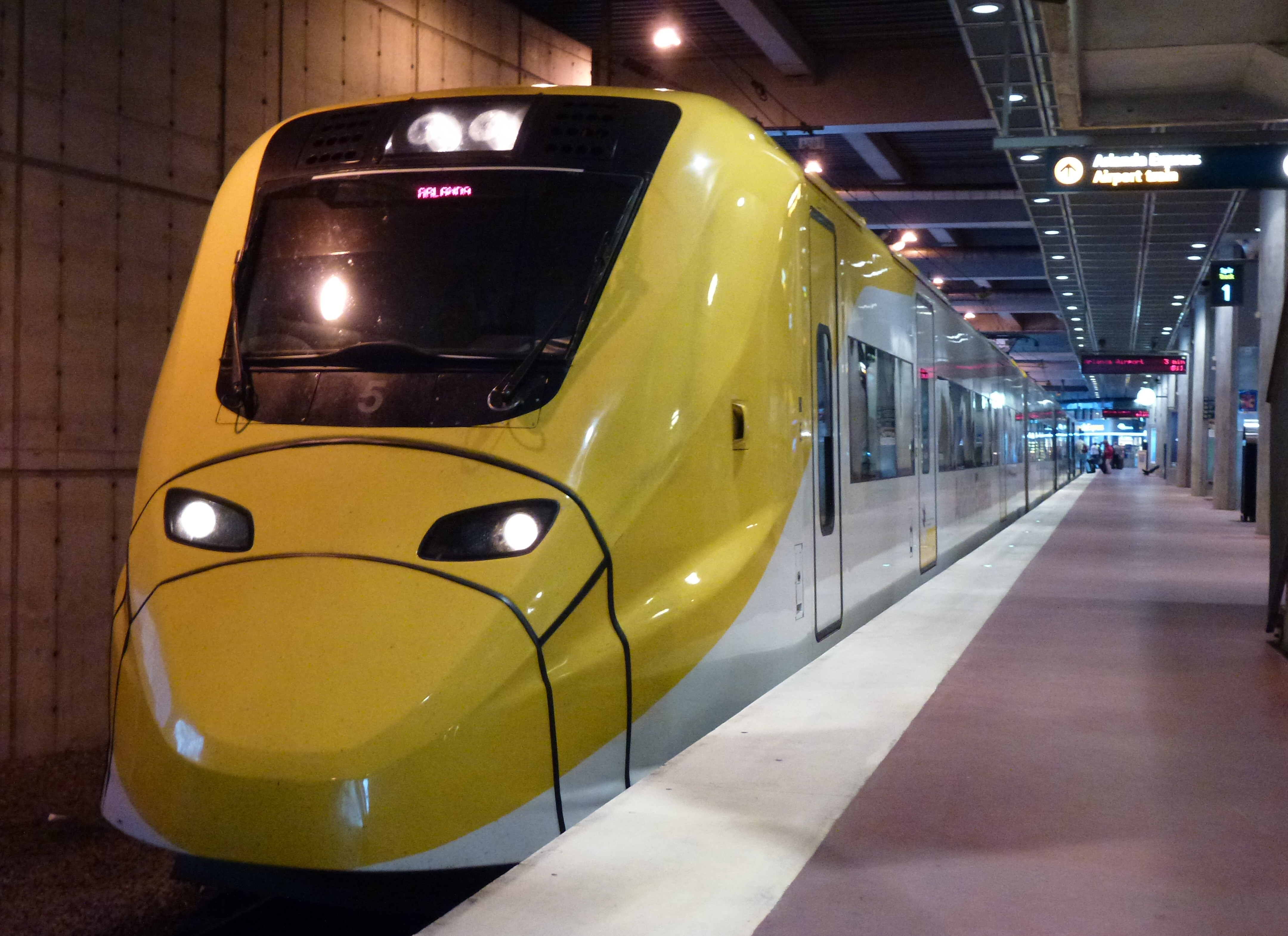
Arlanda Express-X3 tåg avgår från spår 1 och 2, som har separata, högre plattformar.

Bolagiseringen av Statens Järnvägar började 1988. Då skapades Banverket som fick ansvar för all spår- och banskötsel. För att klara av trycket på ”getingmidjan”, dubbelspåret över Riddarfjärden, byggde Banverket ut järnvägsbron vid stadshuset för att öka hastigheten för ankommande och avgående tåg.
Arlanda Express inledde privatiseringen av Statens järnvägar genom byggandet av Arlandabanan. Plattformen för spår 1–2 höjdes för att passa de nya tågen X3. Arlanda Express har en särskild entré vid Vasaplan med taxistation och nära till blå linjens tunnelbanenedgång på Vasagatan. År 2001 bildades Jernhusen AB som fick ansvar för alla Statens Järnvägars fastigheter inklusive Stockholms centralstation. SJ AB flyttade 2013 ut sitt huvudkontor från centralstationen till en närliggande kontorsbyggnad på Vasagatan.

## Trafik

### Fjärrtåg

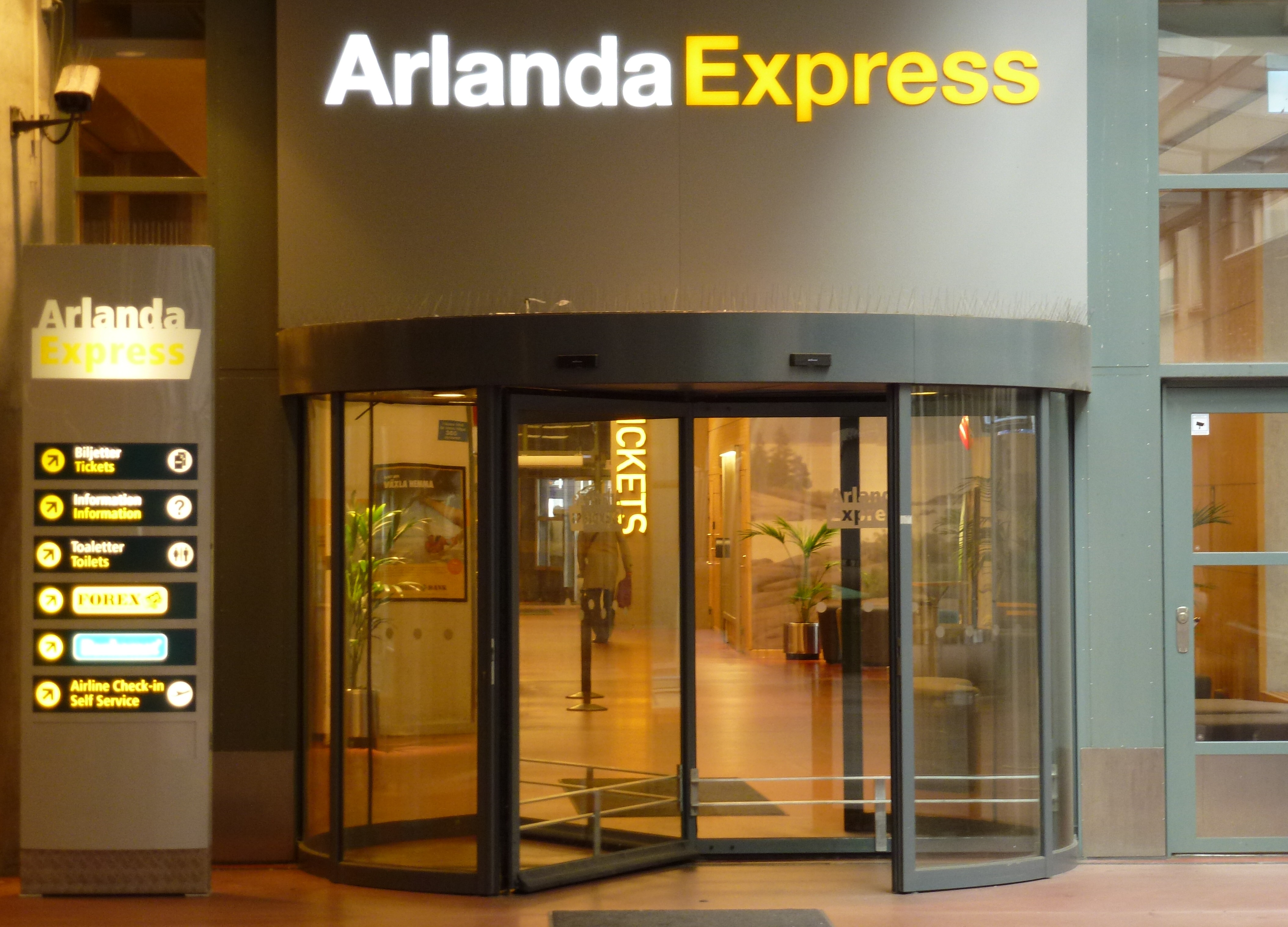
Arlanda Express vänthall på Centralen.

Stationens järnvägsspår består av två delar:
- Den norra delen med spår 1–8 utgör en säckstation för Ostkustbanan, Mälarbanan och Arlandabanan. Spår 1–2 är reserverade för Arlanda Express med plattformarna anpassade till X3-tågens golvhöjd. Spår 3 används oftast av tåg mot Uppsala och 4–8 används av fjärr- och regionaltåg samt av nattågen norrut.
- Den västra delen med spår 10–19 fungerar som en genomgångsstation mellan Västra stambanan och Ostkustbanan. Spår 10–12 används i regel för södergående fjärr- och regionaltåg, men de kan även användas för trafik norrut. Spår 17–19 är för ankommande fjärr- och regionaltåg söderifrån. De flesta tåg söderifrån har Stockholms centralstation som slutstation men alla lämnar stationen och går till servicedepåer i höjd med Norra bantorget där de städas och förråd fylls på. Även fjärrtåg från spår 4–8 städas vid Norra Bantorget. Spår 13–16 användes tidigare av SL:s pendeltåg (se nedan), men används numera för fjärr- och regionaltåg.

Stationen saknar spår 9. Spår 8 angör samma perrong (norra delen) som spår 10 (i söder), och däremellan finns inget spår 9.

### Pendeltåg
Stockholms pendeltåg trafikerar i direkt anslutning till Stockholms central från station Stockholm City, den största stationen för pendeltågen.
Fram till 9 juli 2017 stannade  Stockholms pendeltåg på spår 13–16 på Stockholms central. Den 10 juli 2017 öppnades Citybanan och tågen stannar därefter på Stockholm City istället. 2008 hade pendeltågen 54 miljoner passagerare per år. Pendeltågen hade fyra entréer med spärrgrindar från det nedre planet och en övre biljetthall med entré från Klarabergsviadukten.
Norrut längs Ostkustbanan gick pendeltågen på egna spår som mellan Stockholms centralstation och Karlbergs station sänkts ner under marknivån för planskild korsning med fjärr- och regionaltrafiken till spår 1–12. Söderut anslöt de till Västra stambanan via sammanbindningsbanan som fortfarande består av två spår sen 1871.

### Tunnelbana
I direkt anslutning till (under) Stockholms central ligger T-Centralen, den största stationen i Stockholms tunnelbana.
T-Centralen är den enda av Stockholms tunnelbanestationer där alla tunnelbanelinjer möts. En vanlig dag har stationen 183 900 påstigande resenärer på tågen. Antal resenärer som antingen stiger på, stiger av eller byter (den normala definitionen av antal resenärer på en station, flygplats med mera) är mer än 300 000.

### Linjesträckning
Stockholms centralstation är navet i Järnvägs-Sverige. I tabellen nedan anges alla de linjer som gör uppehåll eller har Stockholms central som slutstation. Linjer skrivna med Fet stil är de så kallade stambanorna som har ett tätt trafikutbud.
| Linje | Linjesträckning                                                                   | Längd | Stationer |
| ----- | --------------------------------------------------------------------------------- | ----- | --------- |
| L20   | Storlien–Östersund–Sundsvall–Gävle–Uppsala–Stockholm C                            | 758   | 17        |
| L40   | Luleå–Boden–Umeå–Sundsvall–Gävle–Uppsala–Stockholm C                              | 1 063 | 17        |
| L41   | Östersund–Ånge–Sundsvall–Hudiksvall–Söderhamn–Gävle–Uppsala–Stockholm C           | 597   | 13        |
| L43   | Gävle–Tierp–Uppsala–Arlanda–Stockholm C                                           | 182   | 4         |
| L46   | Arlanda Norra–Arlanda Södra–Stockholm C                                           | 40    | 2         |
| L50   | Mora–Rättvik/Falun–Borlänge–Avesta Krylbo–Sala–Uppsala–Arlanda–Stockholm C        | 335   | 16        |
| L51   | Uppsala–Knivsta–/Arlanda/–Märsta–Stockholm C                                      | 69    | 4         |
| L57   | Hallsberg–Örebro–Arboga–Västerås–Enköping–Sundbyberg–Stockholm C                  | 228   | 10        |
| L58   | Arboga–Eskilstuna–Strängnäs–Södertälje–Flemingsberg–Stockholm C                   | 159   | 8         |
| L60   | Göteborg–Herrljunga–Falköping–Skövde–Hallsberg–Katrineholm–Södertälje–Stockholm C | 455   | 12        |
| L61   | Hallsberg–Katrineholm–Flen–Södertälje–Flemingsberg–Stockholm C                    | 197   | 7         |
| L70   | Oslo–Arvika–Karlstad–Kristinehamn–Degerfors–Hallsberg–Katrineholm–Stockholm C     | 572   | 29        |
| L80   | Köpenhamn–Malmö–Hässleholm–Alvesta–Nässjö–Linköping–Norrköping–Stockholm C        | 648   | 15        |
| L81   | Linköping–Norrköping–Nyköping–Vagnhärad–Södertälje–Stockholm C                    | 209   | 7         |

## Antal resenärer

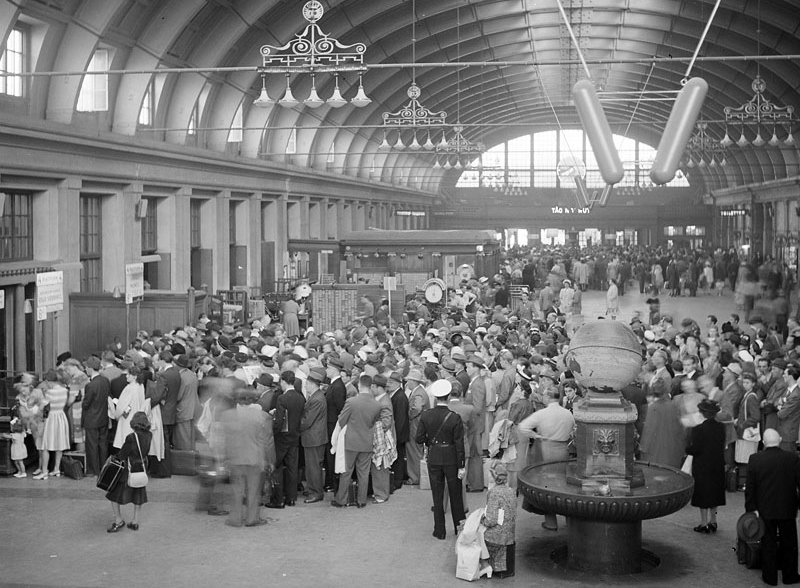
Resenärer i centralhallen, 1940-tal.

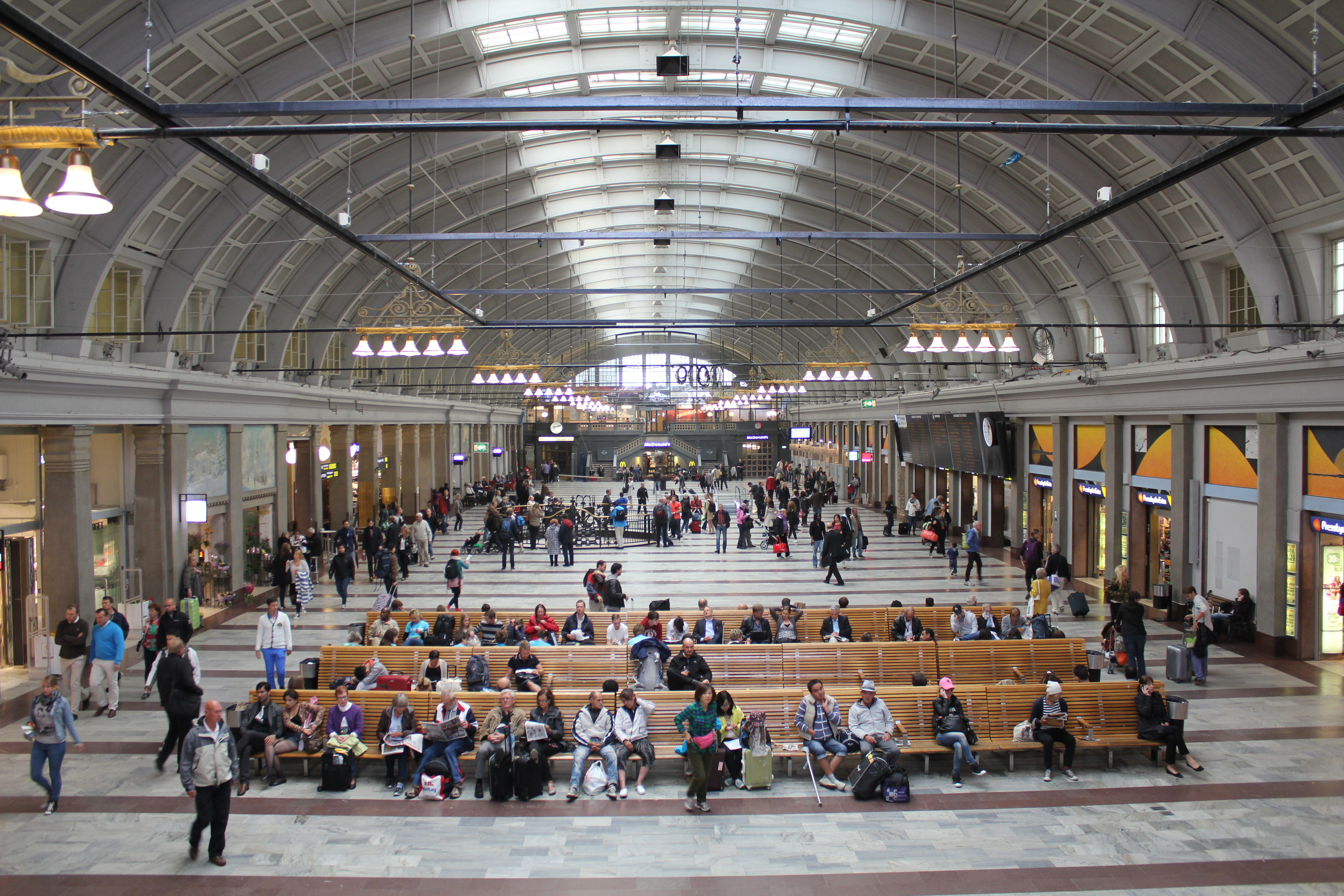
Resenärer i centralhallen, 2012.

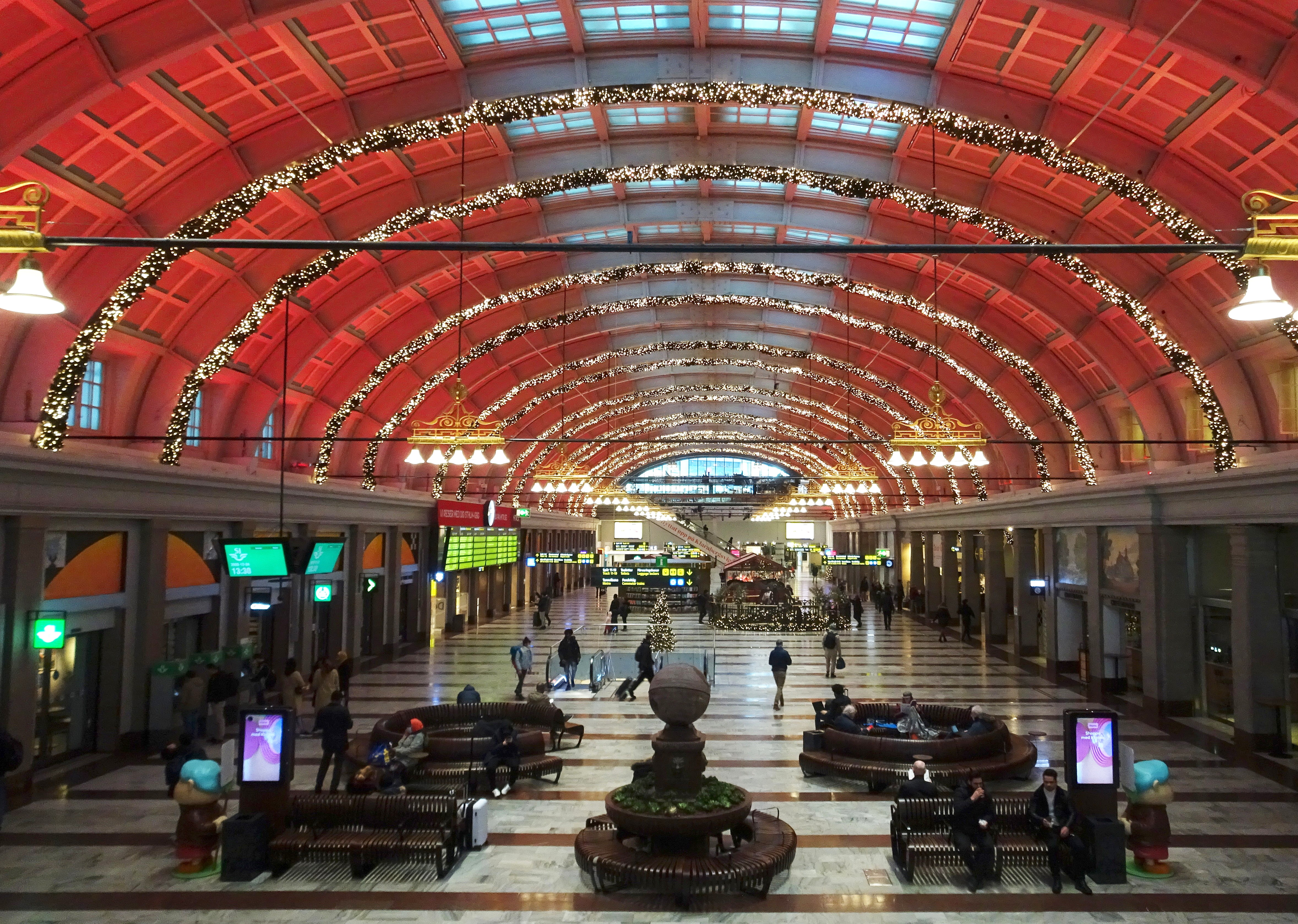
Centralhallen julafton 2020.

Enligt en undersökning utfört år 2009 av KTH Järnvägsgruppen på uppdrag av Banverket ökade det totala antalet resenärer på Stockholms Central från 44 miljoner 1990 till knappt 80 miljoner år 2008. Till 2030 beräknas resandet öka till 150 miljoner passagerare och år 2050 till drygt 200 miljoner passagerare eller en tredubbling jämfört med år 2008.
Citybanan blev klar 2017 som den största förändringen av Stockholm Central sedan Sammanbindningsbanans byggdes 1872. Citybanan innebar att pendeltågen fick en helt egen bana med egen station, Stockholm City. Pendeltågen behövde då inte längre trafikera Stockholm Central och antalet passagerare på Stockholm Central minskade från ca 90 miljoner till 28 miljoner år 2017, alltså en kraftigt minskad belastning på Stockholm Central.
Efterfrågan på resor till Stockholm 1990–2008–2030–2050 med fördelning på tågkategorier (miljoner passagerare per år):

### Pendel och snabbpendel
- 1990: 34 miljoner passagerare
- 2008: 54 miljoner passagerare
- 2030: 108 miljoner passagerare (prognos)
- 2050: 152 miljoner passagerare (prognos)

### Regionaltåg och flygpendel
- 1990: 6 miljoner passagerare
- 2008: 14 miljoner passagerare
- 2030: 28 miljoner passagerare (prognos)
- 2050: 36 miljoner passagerare (prognos)

### Fjärrtåg
- 1990: 5 miljoner passagerare
- 2008: 8 miljoner passagerare
- 2030: 19 miljoner passagerare (prognos)
- 2050: 25 miljoner passagerare (prognos)

## Beteckningar

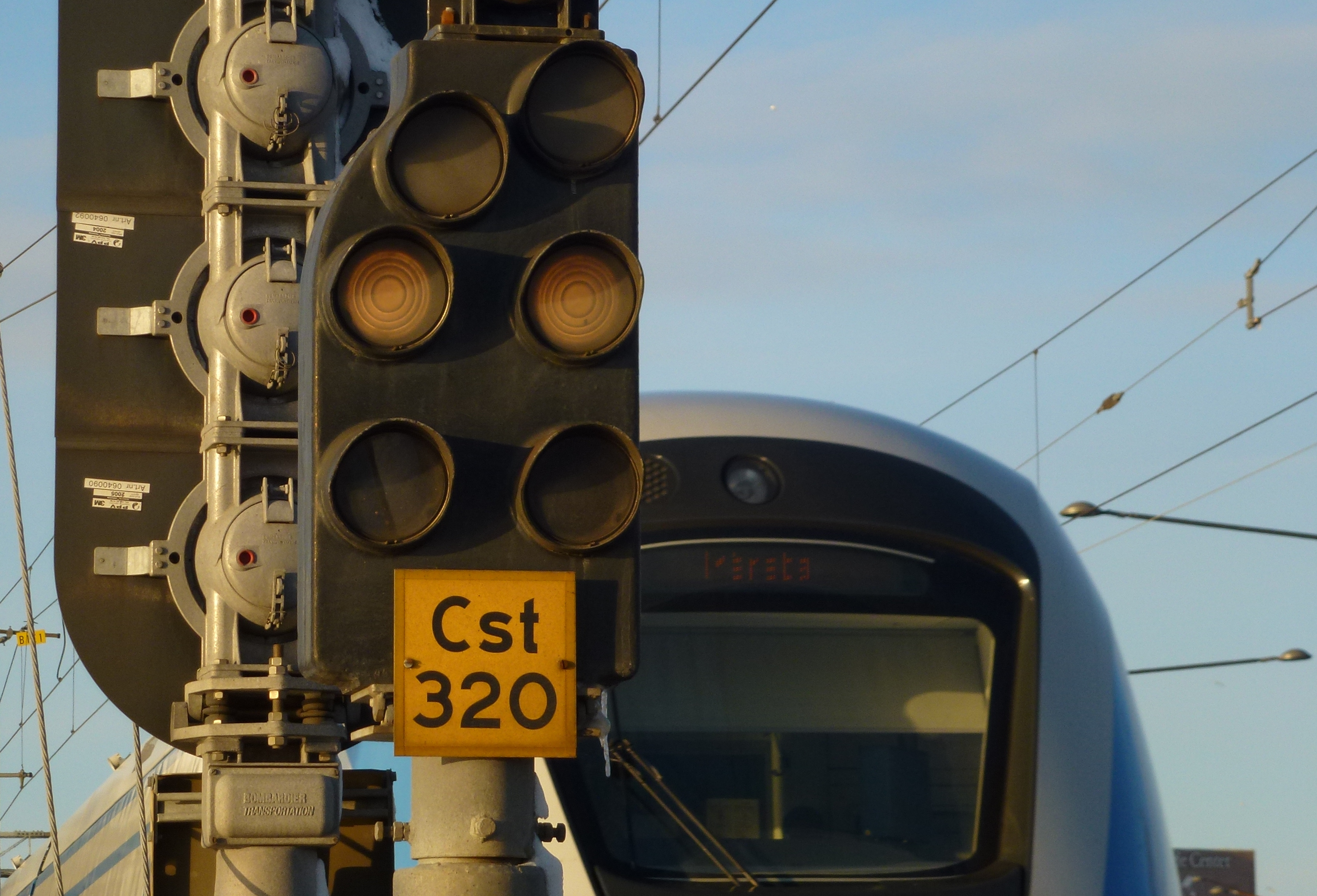
Stockholms centralstation skylt "Cst 320".

Trafikverkets stationssignatur för Stockholm C är Cst, vilket skall uttydas som "Centralbangården, STockholm". Bokstävernas ordning har med 1800-talets telegrafsystem att göra. Telegrafisten skulle inte behöva vänta på den tredje bokstaven för att veta vilken station det rörde sig om. Samma system gällde för Östra station (Öst), Södra station (Sst) och Norra station (Nst). Stationen har också en IATA-kod, nämligen XEV. Med den kan man boka biljetter via flygets bokningssystem.